# Liste der Kulturdenkmale in Marienbrunn (Leipzig)
Die Liste der Kulturdenkmale in Marienbrunn (Leipzig) enthält die Kulturdenkmale des Leipziger Ortsteils Marienbrunn, die in der Denkmalliste vom Landesamt für Denkmalpflege Sachsen mit Stand 2017 erfasst wurden.

## Legende
- Bild: Bild des Kulturdenkmals, ggf. zusätzlich mit einem Link zu weiteren Fotos des Kulturdenkmals im Medienarchiv Wikimedia Commons. Wenn man auf das Kamerasymbol klickt, können Fotos zu Kulturdenkmalen aus dieser Liste hochgeladen werden:
- Bezeichnung: Denkmalgeschützte Objekte und ggf. Bauwerksname des Kulturdenkmals
- Lage: Straßenname und Hausnummer oder Flurstücknummer des Kulturdenkmals. Die Grundsortierung der Liste erfolgt nach dieser Adresse. Der Link (Karte) führt zu verschiedenen Kartendiensten mit der Position des Kulturdenkmals. Fehlt dieser Link, wurden die Koordinaten noch nicht eingetragen. Sind diese bekannt, können sie über ein Tool mit einer Kartenansicht einfach nachgetragen werden. In dieser Kartenansicht sind Kulturdenkmale ohne Koordinaten mit einem roten bzw. orangen Marker dargestellt und können durch Verschieben auf die richtige Position in der Karte mit Koordinaten versehen werden. Kulturdenkmale ohne Bild sind an einem blauen bzw. roten Marker erkennbar.
- Datierung: Baubeginn, Fertigstellung, Datum der Erstnennung oder grobe zeitliche Einordnung entsprechend des Eintrags in der sächsischen Denkmaldatenbank
- Beschreibung: Kurzcharakteristik des Kulturdenkmals entsprechend des Eintrags in der sächsischen Denkmaldatenbank, ggf. ergänzt durch die dort nur selten veröffentlichten Erfassungstexte oder zusätzliche Informationen
- ID: Vom Landesamt für Denkmalpflege Sachsen vergebene, das Kulturdenkmal eindeutig identifizierende Objekt-Nummer. Der Link führt zum PDF-Denkmaldokument des Landesamtes für Denkmalpflege Sachsen. Bei ehemaligen Kulturdenkmalen können die Objektnummern unbekannt sein und deshalb fehlen bzw. die Links von aus der Datenbank entfernten Objektnummern ins Leere führen. Ein ggf. vorhandenes Icon  führt zu den Angaben des Kulturdenkmals bei Wikidata.

## Liste der Kulturdenkmale in Marienbrunn (Leipzig)
| Bild                                    | Bezeichnung | Lage | Datierung | Beschreibung | ID       |
| --------------------------------------- | --- | --- | --- | --- | -------- |
| Direkt Bild zu diesem Denkmal hochladen | Einzeldenkmal o. g. Sachgesamtheit: Wohnhausgruppe, mit Vorgarten-Einfriedung (siehe auch Sachgesamtheitsdokument - Obj. 09305337, Am Bogen 2-54) | Am Bogen 2; 4; 6; 8; 10; 12; 14 (Karte) | 1912-1913 (Mehrfamilienwohnhaus) | Putzfassade mit Spalieren, im Reform- und Heimatstil, Teil der Gartenvorstadt Marienbrunn, städtebaulich, baugeschichtlich und sozialgeschichtlich von Bedeutung Baugruppe I der Gartenvorstadt Marienbrunn. Aus sieben Häusern bestehende Wohnhausgruppe, 1912–1913 nach Plänen des Architekten Peter Dybwad. Im Wechsel sind drei zweigeschossige Einzel- und zwei eingeschossige, durch hohe gebrochene Giebel akzentuierte Doppelhäuser zwischen zwei zweigeschossigen Kopfbauten eingespannt. Die Dachtraufen der Doppelhäuser sind, auf hölzernen Stützen Eingangsveranden bildend, vorgezogen. An den Hausfronten Spaliere und Fensterläden. Rückseitig Balkonloggien. In den zweigeschossigen Bauten pro Geschoss eine Vierzimmerwohnung mit Küche und Bad, die eingeschossigen Doppelhaushälften jeweils mit fünf Zimmern, Küche, Bad, WC und Austritt. | 09296090 |
| Weitere Bilder                          | Sachgesamtheit Gartenvorstadt Marienbrunn, mit den Einzeldenkmalen: Wohnhausgruppe (Am Bogen 2, 4, 6, 8, 10, 12, 14 - Obj. 09296090), Wohnhausgruppe (Am Bogen 3, 5, 7, 9, 11, 13, 15 - Obj. 09296091), Wohnhausgruppe (Am Bogen 16, 18, 20, 22, 24, 26, 28 - Obj. 09296080), Doppelwohnhaus in offener Bebauung (Am Bogen 23, 25 - Obj. 09296656), Wohnhauszeile in halboffener Bebauung (Am Bogen 27, 29, 31, 33, 35, 37, 39, 41, 43, 45, 47, 49, 51 - Obj. 09296092), Wohnhauszeile in halboffener Bebauung (Am Bogen 30, 32, 34, 36, 38, 40, 42, 44, 46, 48, 50 - Obj. 09296094), Mietshaus in halboffener Bebauung in Ecklage Triftweg (Am Bogen 54 - Obj. 09296579), Denkmal für die Gefallenen des 1. Weltkrieges (Arminiushof - ohne Nr. -, Obj. 09303630), Wohnhauszeile zwischen Denkmalsblick und Turmweg (Arminiushof 1, 2, 3, 4, 5, 6, 7, 8, 9, 10 - Obj. 09296083), Doppelmietshaus in offener Bebauung (Denkmalsblick 3, 5 - Obj. 09296624), Wohnhaus (Denkmalsblick 7 - Obj. 09296079), Doppelmietshaus (Denkmalsblick 8, 10 - Obj. 09296077), Wohnhauszeile (Denkmalsblick 9, 11, 13, 15, 17 - Obj. 09296586), Wohnhaus in halboffener Bebauung (Denkmalsblick 12 - Obj. 09296087), Wohnhaus in halboffener Bebauung (Denkmalsblick 14 - Obj. 09296084), Wohnhaus in halboffener Bebauung (Denkmalsblick 16 - Obj. 09296081), Wohnhaus in offener Bebauung (Denkmalsblick 19 - Obj. 09296587), Wohnhaus in offener Bebauung (Dohnaweg 3 - Obj. 09260169), Wohnhauszeile in halboffener Bebauung (Dohnaweg 4, 6, 8 - Obj. 09296078), Wohnhaus in halboffener Bebauung (Dohnaweg 5 - Obj. 09296585), Wohnhauszeile in offener Bebauung (Dohnaweg 7, 9, 11, 13, 15 - Obj. 09296576), Wohnhauszeile in geschlossener Bebauung (Dohnaweg 10, 12, 14, 16, 18, 20, 22 - Obj. 09296086), Mietshaus in halboffener Bebauung (Dohnaweg 17 - Obj. 09296086), Doppelwohnhaus (Dohnaweg 24 - Obj. 09296581), Dreifachwohnhaus (Dohnaweg 26, 28, 30 - Obj. 09296577), Doppelmietshaus in halboffener Bebauung (Konrad-Hagen-Platz 1 - Obj. 09296724), Wohnhausgruppe (Konra)    | Am Bogen 2; 3; 4; 6; 7; 8; 9; 10; 11; 12; 13; 14; 15; 16; 17; 18; 19; 20; 22; 23; 24; 25; 26; 27; 28; 29; 30; 31; 32; 33; 34; 35; 36; 37; 38; 39; 40; 41; 42; 43; 44; 45; 46; 47; 48; 49; 50; 51; 54 (Karte) | 1912-1915, später erweitert (Gartenstadt), 1912–1913 (Platz), um 1960 (Sitzstatue)                                                                       | Wohnanlage bestehend aus Wohnhäusern, Doppelwohnhäusern, Wohnhausgruppen und Wohnhauszeilen sowie dem Kirchgemeindehaus, bemerkenswerte Anlage im Reform- und Heimatstil der Zeit um 1910, in den 1920er/1930er Jahren erweitert, Platz am Arminiushof mit eingefasster Rasenfläche und seitlich erhöhten Teilen mit Pappeln, gestalteter Mittelpunkt der Gartenvorstadt Marienbrunn, kunsthistorische, baugeschichtliche, städtebauliche, gartenkünstlerische und sozialgeschichtliche Bedeutung [Störelemente: Neubauten - Am Bogen 21, 21a, 21b, Lerchenrain 8a und Denkmalsblick 18, Lerchenrain 8b und Turmweg 17, (Wohnhaus Am Bogen 1 als Kopfbau einer Wohnhausgruppe - kriegszerstört)] | 09305337 |
| Direkt Bild zu diesem Denkmal hochladen | Einzeldenkmal o. g. Sachgesamtheit: Wohnhausgruppe, mit Vorgarten-Einfriedung (siehe auch Sachgesamtheitsdokument - Obj. 09305337, Am Bogen 2-54) | Am Bogen 3; 5; 7; 9; 11; 13; 15 (Karte) | 1915 (Mehrfamilienwohnhaus) | Putzfassade, Teil der Gartenvorstadt Marienbrunn, im Reform- und Heimatstil, städtebaulich, baugeschichtlich und sozialgeschichtlich von Bedeutung Baugruppe XX der Gartenvorstadt Marienbrunn. Aus drei Doppelhäusern zwischen ursprünglich zwei vorstehenden Einzelhäusern bestehende Wohnhausgruppe, 1915 nach Plänen des Architekten W. Hermann. Im Wechsel eingeschossige, mansarddachgedeckte und zweigeschossige, mit Walmdächern versehene Abschnitte, vor den niedrigeren Gebäudepartien Eingangsvorbauten. Von den zweigeschossigen Kopfbauten nach Kriegsschäden der nördliche (Nummer 1) kriegszerstört, ursprünglich ebenso wie der südliche mit breiter Front und geknicktem Mansarddach. Die zweigeschossigen Bauteile mit Fensterläden. Rückseitig Loggien. In den Einzelhäusern pro Geschoss zwei Wohnungen mit drei Zimmern, Küche, Bad und Austritt, die Doppelhaushälften jeweils mit fünf Zimmern, Küche, Bad, WC und Austritt. | 09296091 |
| Direkt Bild zu diesem Denkmal hochladen | Einzeldenkmal o. g. Sachgesamtheit: Wohnhausgruppe, mit Vorgarten-Einfriedung (mit Denkmalsblick 16 und Turmweg 15) - (siehe auch Sachgesamtheitsdokument - Obj. 09305337, Am Bogen 2-54) | Am Bogen 16; 18; 20; 22; 24; 26; 28 (Karte) | 1912-1913 (Mehrfamilienwohnhaus) | zusammenhängende Wohnhausgruppe mit vorstehenden und zurückspringenden Teilen, Putzfassade mit Spalieren, im Reform- und Heimatstil, Teil der Gartenvorstadt Marienbrunn, städtebaulich, baugeschichtlich und sozialgeschichtlich von Bedeutung Baugruppe II der Gartenvorstadt Marienbrunn. Aus neun Häusern bestehende zweigeschossige Wohnhausgruppe, 1912–1913 nach Plänen des Architekten Fritz Schade. Die achsensymmetrisch angelegte Gruppe mit seitlichen Vorlagen und einer mittleren Rücklage, die von in Krüppelwalm- und Spitzgiebeln schließenden Risaliten untergliedert oder eingefasst wird. An den Straßenecken zu Turmweg und Denkmalsblick leicht vortretende, polygonale Eckrisalite ausbildende Kopfbauten mit Läden. Die Vorderfront der Gruppe mit Fensterläden, an Vorder- und Rückseite Spaliere. Pro Geschoss und Haus jeweils eine Wohnung mit vier Zimmern, Küche, Bad und WC. Die Vorgärten mit Bruchsteineinfassungen. Mit Denkmalsblick 16 und Turmweg 15. | 09296080 |
| Direkt Bild zu diesem Denkmal hochladen | Einzeldenkmal o. g. Sachgesamtheit: Doppelwohnhaus (siehe auch Sachgesamtheitsdokument - Obj. 09305337, Am Bogen 2-54) | Am Bogen 17; 19 (Karte) | 1921 (Doppelwohnhaus) | Teil der Gartenvorstadt Marienbrunn, Putzfassade mit Spalieren, städtebaulich, baugeschichtlich und sozialgeschichtlich von Bedeutung Baugruppe XIX der Gartenvorstadt Marienbrunn. Zweigeschossiges Doppelwohnhaus, 1921 nach Plänen des Architekturbüros Tschammer und Caroli. Putzbau mit Ziegelsockel, Sohlbankgesims, Spalieren, geknicktem Walmdach und verbretterten Dachhäusern. Pro Doppelhaushälfte und Geschoss zwei Dreizimmerwohnungen mit Küche und Bad. | 09296582 |
| Direkt Bild zu diesem Denkmal hochladen | Einzeldenkmal o. g. Sachgesamtheit: Doppelwohnhaus (siehe auch Sachgesamtheitsdokument - Obj. 09305337, Am Bogen 2-54) | Am Bogen 23; 25 (Karte) | 1921-1922 (Doppelwohnhaus) | Teil der Gartenvorstadt Marienbrunn, Putzfassade mit Spalieren, städtebaulich, baugeschichtlich und sozialgeschichtlich von Bedeutung Baugruppe XVIII der Gartenvorstadt Marienbrunn. Zweigeschossiges Doppelwohnhaus, 1921–1922 nach Plänen des Architekturbüros Tschammer und Caroli. Putzbau mit Ziegelsockel, Sohlbankgesims, Spalieren, geknicktem Walmdach und verbretterten Dachhäusern. Pro Doppelhaushälfte und Geschoss zwei Dreizimmerwohnungen mit Küche und Bad. | 09296656 |
| Direkt Bild zu diesem Denkmal hochladen | Einzeldenkmal o. g. Sachgesamtheit: Wohnhauszeile (mit Turmweg 26) - (siehe auch Sachgesamtheitsdokument - Obj. 09305337, Am Bogen 2-54) | Am Bogen 27; 29; 31; 33; 35; 37; 39; 41; 43; 45; 47; 49; 51 (Karte) | 1922-1923 (Mehrfamilienwohnhaus) | Teil der Gartenvorstadt Marienbrunn, Wohnhauszeile mit zwei Kopfbauten (Am Bogen 51 und Turmweg 26) ausgebildet, Putzfassade mit Spalieren, Ziegeleinfassungen der Eingänge, städtebaulich, baugeschichtlich und sozialgeschichtlich von Bedeutung Zweigeschossige, aus vierzehn Häusern bestehende Wohnhausgruppe, 1922–1923 nach Plänen des Architekturbüros Tschammer und Caroli. Von zwei giebelständigen Kopfbauten eingefasste, konkav gebogene Zeile aus traufständigen Häusern. Die Fronten verputzt mit Ziegelsockeln, ziegelgerahmten Eingängen und Spalieren, im Dachbereich eine dichte Abfolge von auf jeweils zwei Gebäudeachsen bezogenen verbretterten Dachhäusern. Die Häuser enthalten jeweils fünf Zimmer, Küche und Bad. Der seitliche Eingangsvorbau an Turmweg 26 von 1928. Mit Turmweg 26. | 09296092 |
| Direkt Bild zu diesem Denkmal hochladen | Einzeldenkmal o. g. Sachgesamtheit: Wohnhauszeile (mit Turmweg 24) - (siehe auch Sachgesamtheitsdokument - Obj. 09305337, Am Bogen 2-54) | Am Bogen 30; 32; 34; 36; 38; 40; 42; 44; 46; 48; 50 (Karte) | 1921-1923 (Mehrfamilienwohnhaus) | Wohnhauszeile mit zwei Kopfbauten (Am Bogen 50 und Turmweg 24) ausgebildet, Putzfassade mit Spalieren, Ziegeleinfassungen der Eingänge, Teil der Gartenvorstadt Marienbrunn, städtebaulich, baugeschichtlich und sozialgeschichtlich von Bedeutung Zweigeschossige, aus zwölf Häusern bestehende Wohnhausgruppe, 1921–1923 nach Plänen des Architekturbüros Tschammer und Caroli. Von zwei giebelständigen Kopfbauten eingefasste, konvex gebogene Zeile aus traufständigen Häusern. Die Fronten verputzt mit Ziegelsockeln, ziegelgerahmten Eingängen und Spalieren, im Dachbereich eine dichte Abfolge von auf jeweils zwei Gebäudeachsen bezogenen verbretterten Dachhäusern. Die Häuser enthalten jeweils fünf Zimmer, Küche und Bad. Mit Turmweg 24. | 09296094 |
| Direkt Bild zu diesem Denkmal hochladen | Einzeldenkmal o. g. Sachgesamtheit: Teil einer Mietshauszeile (mit Triftweg 15-23), mit Einfriedung (siehe auch Sachgesamtheitsdokument - Obj. 09305337, Am Bogen 2-54) | Am Bogen 54 (Karte) | 1912-1913 (Mehrfamilienwohnhaus) | Putzfassade, im Reform- und Heimatstil, städtebaulich, baugeschichtlich und sozialgeschichtlich von Bedeutung siehe Triftweg 15-23 | 09296579 |
| Direkt Bild zu diesem Denkmal hochladen | Platzanlage | An der Märchenwiese - (Karte) | 1931 (Grünanlage) | zentrale Grünanlage (Festwiese) zwischen den fortlaufend nummerierten Siedlungshäusern der Siedlung Mariental, mit Baumrandbewuchs um eine große Wiesenfläche, ortsgeschichtlich von Bedeutung | 09293864 |
| Direkt Bild zu diesem Denkmal hochladen | Doppelhaushälfte eines Siedlungshauses in Ecklage, mit Vorgarten und Einfriedung | An der Märchenwiese 24 (Karte) | 1927-1928, Doppelhaushälfte (Siedlungshaus), 1928 (Einfriedung)                                                                                          | zeittypische Putzfassade, ortsentwicklungsgeschichtlich von Bedeutung | 09299254 |
| Direkt Bild zu diesem Denkmal hochladen | Doppelhaushälfte eines Siedlungshauses in halboffener Bebauung und in Ecklage, mit Vorgarten und Einfriedung | An der Märchenwiese 32 (Karte) | 1927-1928, Doppelhaushälfte (Siedlungshaus) | zeittypische Putzfassade, ortsentwicklungsgeschichtlich von Bedeutung | 09263446 |
| Direkt Bild zu diesem Denkmal hochladen | Zwei Kopfbauten einer Mietshauszeile (mit Zwickauer Straße 100-114, 101-115 und Probstheidaer Straße 97, 99) einer Wohnanlage, mit Vorgärten | An der Märchenwiese 66; 67 (Karte) | 1928-1929 (Mehrfamilienwohnhaus) | siehe auch Probstheidaer Straße 91-101, Zwickauer Straße 100- 114 und Zwickauer Straße 101-115, zeittypische Putzfassade, ortsentwicklungsgeschichtlich von Bedeutung Bauantrag für die Mietshäuser der beiden Wohnblöcke zwischen Probstheidaer Straße (Nummer 99, 101) und An der Märchenwiese (Nummer 66, 67) wurde am 23. August 1928 seitens der Landes-Siedlungs- und Wohnungsfürsorgegesellschaft mbH „Sächsisches Heim“ (Dresden) gestellt (Bebauungsplan Connewitz-Ost), Entwurf und Bauüberwachung lagen in Händen des in Leipzig ansässigen Architekten Walther Beyer. Die Schlussprüfung erfolgte ein knappes Jahr später. In den Akten erwähnt wird die Mitarbeit der Bauindustrie AG F. A. Müller (Ausführung?). Pro Etage jeweils eine Drei- und eine Vier-Zimmerwohnung, wobei über die Küche der hofseitige Austritt erreicht wird. Glatte Putzfassaden über Klinkersockel, als Gliederungselemente Haustürrahmungen, Stockgesims zum ersten Obergeschoss und hölzerne Fensterläden im Erdgeschoss. Sehr wirkungsvolle städtebauliche Konzeption mit zurückgesetzten Mitteltrakten zwischen den Doppelhäusern an den Ecken. Fortführung der Anlage an der Probstheidaer Straße (91-97, 101), Sanierung 1997. Das Gesamtensemble ist ein bemerkenswertes Dokument sozialen Wohnungsbaues der späten 1920er Jahre. LfD/2007 | 09299256 |
|                                         | Einzeldenkmal o. g. Sachgesamtheit: Denkmal für die Gefallenen des 1. Weltkrieges (siehe auch Sachgesamtheitsdokument - Obj. 09305337, Am Bogen 2-54) | Arminiushof - (Karte) | 1926 (Kriegerdenkmal 1. Weltkrieg) | zur Erinnerung an die Gefallenen der Gartenvorstadt Marienbrunn, Stele aus Rochlitzer Porphyrtuff, ortsgeschichtliche Bedeutung, Erinnerungswert Das aus Rochlitzer Porphyrtuff nach Entwurf von Architekt Richard Tschammer gefertigte Denkmal für die im 1. Weltkrieg Gefallenen der Gartenvorstadt Marienbrunn wurde am 23. April 1926 gesetzt und am 2. Mai 1926 eingeweiht. Initiatoren und Geldgeber waren Bewohner der Gartenstadt. Die einfache sich nach oben verbreiternde Stele auf Quadratplatte, die Inschrift nennt die Namen und wurde im Rahmen der Restaurierung 1995 ergänzt. In diesem Zusammenhang verschwand die Inschrift Tschammer auf der Rückseite, ausführender Betrieb der Überarbeitung war die Steinmetzfirma Günther Schneider, die Initiative ging vom Vorstand des Vereins der Freunde von Marienbrunn aus. | 09303630 |
| Weitere Bilder                          | Einzeldenkmal o. g. Sachgesamtheit: Wohnhauszeile (mit Denkmalsblick 14 und Turmweg 13), mit Einfriedungsmauern (siehe auch Sachgesamtheitsdokument - Obj. 09305337, Am Bogen 2-54) | Arminiushof 1; 2; 3; 4; 5; 6; 7; 8; 9; 10 (Karte) | 1912-1913 (Mehrfamilienwohnhaus) | Wohnhauszeile mit zwei Kopfbauten (Denkmalsblick 14 und Turmweg 13), Putzfassade mit Spalieren, Denkmalsblick 14 ehemals mit Verwaltung der Gartenvorstadt Marienbrunn, Teil der Gartenvorstadt Marienbrunn, im Reform- und Heimatstil, städtebaulich, baugeschichtlich und sozialgeschichtlich von Bedeutung Baugruppe XII der Gartenvorstadt Marienbrunn. Aus zwölf Häusern bestehende zweigeschossige Wohnhausgruppe, 1912–1913 nach Plänen des Architekturbüros Weidenbach und Tschammer. Die leicht konkav gebogene Zeile wird durch zwei mächtige Giebel mit Dreierarkaden enthaltenden Balkonvorbauten untergliedert und von zwei leicht vorstehenden Kopfbauten mit breiten, segmentbogigen Dachhäusern und seitlichen gerundeten Eingangsrisaliten eingefasst. In der Erdgeschosszone der die gesamte östliche Längsseite des Platzes einnehmenden Putzfassade Spaliere und abgewalmte Eingangsüberdachungen, im Dachbereich eine dichte Abfolge von verschieferten Dachhäusern. Die Vorgärten hinter einer brusthohen verputzten Ziegelmauer. Rückseitig Loggien. Im nördlichen Kopfbau war ursprünglich das Gemeindeamt untergebracht. Die Häuser enthalten im Erdgeschoss jeweils Diele, Wohnzimmer, Esszimmer, Küche und Loggia, im Obergeschoss zwei Schlafzimmer, ein weiteres Zimmer, Bad und Loggia. Mit Denkmalsblick 14 und Turmweg 13. | 09296083 |
|                                         | Eisenbahnkraftwerk Leipzig-Connewitz; Ehemaliges Kraftwerk mit Turbinenhaus, Kesselhaus, Kohlenbunker (mit Turm) und Verwaltungstrakt | Arno-Nitzsche-Straße 41 (Karte) | 1905 (Kohlekraftwerk) | zusammenhängender Gebäudekomplex, Fassaden aus rotem Ziegel mit Bruchsteinsockel, technikgeschichtlich von Bedeutung | 09296168 |
| Direkt Bild zu diesem Denkmal hochladen | Eisenbahnerwohnhaus in offener Bebauung | Arno-Nitzsche-Straße 41a (Karte) | 1905 (Beamtenwohnhaus) | rote Ziegelfassade mit Gliederungselementen aus gelbem Ziegel, baulicher Zusammenhang mit benachbartem Eisenbahnkraftwerk, ortsgeschichtlich von Bedeutung s. Nummer 41 | 09296169 |
| Direkt Bild zu diesem Denkmal hochladen | Ehemalige Bahnmeisterei in offener Bebauung | Arno-Nitzsche-Straße 41b (Karte) | 1905 (Bahnmeisterei) | winkelförmiger Baukörper, Ziegelbau mit Bruchsteinsockel, eisenbahngeschichtlich von Bedeutung | 09296170 |
| Direkt Bild zu diesem Denkmal hochladen | Bahnwärterhaus in offener Bebauung | Arno-Nitzsche-Straße 41c (Karte) | 1905 (Bahnwärterhaus) | eingeschossiges Gebäude, Putzfassade, eisenbahngeschichtlich von Bedeutung | 09296171 |
| Direkt Bild zu diesem Denkmal hochladen | Eisenbahner-Wohnhaus in offener Bebauung, mit Einfriedung | Arno-Nitzsche-Straße 41d (Karte) | 1905 (Eisenbahnerwohnhaus) | eingeschossiges Gebäude mit Drempel, Putzfassade, eisenbahngeschichtlich von Bedeutung s. Nummer 41 | 09296172 |
| Weitere Bilder                          | Flugzeug vom Typ Iljuschin - IL 62 | Arno-Nitzsche-Straße 43 (Karte) | 1963 (Flugzeug) | technikhistorisches Denkmal, Seltenheits- und Erinnerungswert | 09256788 |
| Direkt Bild zu diesem Denkmal hochladen | Platzanlage | Däumlingsweg - (Karte) | um 1930 (Stadt- und Siedlungsgrün) | zum Teil mit altem Gehölzbestand, ortsentwicklungsgeschichtlich von Bedeutung | 09298254 |
| Direkt Bild zu diesem Denkmal hochladen | Einzeldenkmal o. g. Sachgesamtheit: Doppelwohnhaus (siehe auch Sachgesamtheitsdokument - Obj. 09305337, Am Bogen 2-54), mit Einfriedung | Denkmalsblick 3; 5 (Karte) | 1930 (Doppelwohnhaus) | Putzfassade mit Ziegelrahmung der Eingänge, Teil der Gartenvorstadt Marienbrunn, städtebaulich, baugeschichtlich und sozialgeschichtlich von Bedeutung Zweigeschossiges, im Auftrag der Gartenvorstadt Marienbrunn GmbH 1930 nach Plänen des Architekturbüros Tschammer und Caroli errichtetes Doppelhaus. Putzfassade mit Ziegelsockel und profilierter Ziegelrahmung der Eingänge. An den Eingangsachsen Antragsarbeiten aus Stuck im Art-Deco-Stil. Rückseitig Lauben. Pro Doppelhaushälfte und Geschoss zwei Wohnungen. Als Einfassung der Vorgärten eine niedrige Ziegelmauer. | 09296624 |
| Direkt Bild zu diesem Denkmal hochladen | Einzeldenkmal o. g. Sachgesamtheit: Wohnhaus einer Wohnhauszeile (mit Dohnaweg 4-8), mit Vorgarten-Einfriedung (siehe auch Sachgesamtheitsdokument - Obj. 09305337, Am Bogen 2-54) | Denkmalsblick 7 (Karte) | 1912-1913 (Mehrfamilienwohnhaus) | Putzfassade, im Reform- und Heimatstil, städtebaulich, baugeschichtlich und sozialgeschichtlich von Bedeutung siehe Dohnaweg 4-8 | 09296079 |
| Direkt Bild zu diesem Denkmal hochladen | Einzeldenkmal o. g. Sachgesamtheit: Doppelwohnhaus (Baugruppe mit Konrad-Hagen-Platz 2/3 und Turmweg 7/9), mit Einfriedung (siehe auch Sachgesamtheitsdokument - Obj. 09305337, Am Bogen 2-54) | Denkmalsblick 8; 10 (Karte) | 1929 (Doppelwohnhaus) | Putzfassade mit Ziegelrahmung der Eingänge, städtebaulich, baugeschichtlich und sozialgeschichtlich von Bedeutung siehe Konrad-Hagen-Platz 2-3 | 09296077 |
|                                         | Einzeldenkmal o. g. Sachgesamtheit: Wohnhausgruppe (mit Dohnaweg 5), mit Vorgarten-Einfriedung (siehe auch Sachgesamtheitsdokument - Obj. 09305337, Am Bogen 2-54) | Denkmalsblick 9; 11; 13; 15; 17 (Karte) | 1912-1913 (Mehrfamilienwohnhaus) | räumlich stark differenzierte Wohnhauszeile aus zweigeschossigen Bauten, mit eingeschossigem Verbindungstrakt zum hervorgehobenen Kopfbau (Dohnaweg 5), Teil der Gartenvorstadt Marienbrunn, Putzfassade, im Reform- und Heimatstil, städtebaulich, baugeschichtlich und sozialgeschichtlich von Bedeutung Baugruppe XI der Gartenvorstadt Marienbrunn. Aus fünf Häusern bestehende ein- bis zweigeschossige Wohnhausgruppe, 1912–1913 nach Plänen der Architekten A. und F. Herold. Zwischen zwei durch steile Walmdächer hervorgehobenen Baukörpern mit segmentbogig vorstehenden Vorbauten ein im Obergeschoss zurückgesetzter Mittelteil mit niedrigerem Dach. Beidseitig eingeschossige Veranden mit rundbogiger Arkatur, von denen der westliche zu der ebenfalls von A. und F. Herold entworfenen Baugruppe X (Dohnaweg 5) überleitet. Der mittlere Abschnitt in der Erdgeschosszone mit Spalieren. Die Dächer aller Bauteile werden durch Fledermausgauben akzentuiert. Das Dach der Mittelpartie ist an der Rückseite bis auf das Erdgeschoss herabgezogen und steht zusammen mit der Bedachung der seitlichen Veranden in reizvollem Kontrast zu den steilen Dachformen der zweigeschossigen Bauteile. Jedes der fünf Häuser enthält fünf Zimmer, eine Küche mit Anrichte und Besenkammer, Bad und WC. Die Vorgärten mit einer Einfriedung aus Bruchsteinmauerwerk. | 09296586 |
| Direkt Bild zu diesem Denkmal hochladen | Einzeldenkmal o. g. Sachgesamtheit: Wohnhaus einer Wohnhauszeile (mit Dohnaweg 10-22 und Turmweg 11) - (siehe auch Sachgesamtheitsdokument - Obj. 09305337, Am Bogen 2-54) | Denkmalsblick 12 (Karte) | 1912-1913 (Mehrfamilienwohnhaus) | Kopfbau einer Wohnhauszeile, Putzfassade, mit Ladeneinbau, Teil der Gartenvorstadt Marienbrunn, im Reform- und Heimatstil, städtebaulich, baugeschichtlich und sozialgeschichtlich von Bedeutung siehe Dohnaweg 10-22 | 09296087 |
| Direkt Bild zu diesem Denkmal hochladen | Einzeldenkmal o. g. Sachgesamtheit: Wohnhaus einer Wohnhauszeile (mit Arminiushof 1-10 und Turmweg 13), mit Einfriedungsmauer (siehe auch Sachgesamtheitsdokument - Obj. 09305337, Am Bogen 2-54) | Denkmalsblick 14 (Karte) | 1912-1913 (Wohnhaus) | Kopfbau einer Wohnhauszeile, ehemals mit Verwaltung der Gartenvorstadt Marienbrunn, Putzfassade, Teil der Gartenvorstadt Marienbrunn, im Reform- und Heimatstil, städtebaulich, baugeschichtlich und sozialgeschichtlich von Bedeutung siehe Arminiushof 1-10 | 09296084 |
| Direkt Bild zu diesem Denkmal hochladen | Einzeldenkmal o. g. Sachgesamtheit: Wohnhaus einer Wohnhausgruppe (mit Am Bogen 16-28 und Turmweg 15), mit seitlicher Garten-Einfriedung (siehe auch Sachgesamtheitsdokument - Obj. 09305337, Am Bogen 2-54) | Denkmalsblick 16 (Karte) | 1912-1913 (Mehrfamilienwohnhaus) | mit Eckladen, Putzfassade, Teil der Gartenvorstadt Marienbrunn, im Reform- und Heimatstil, städtebaulich, baugeschichtlich und sozialgeschichtlich von Bedeutung siehe Am Bogen 16-28 | 09296081 |
| Direkt Bild zu diesem Denkmal hochladen | Einzeldenkmal o. g. Sachgesamtheit: Wohnhaus in offener Bebauung, mit Einfriedung (siehe auch Sachgesamtheitsdokument - Obj. 09305337, Am Bogen 2-54) | Denkmalsblick 19 (Karte) | 1929 (Einfamilienwohnhaus) | Teil der Gartenvorstadt Marienbrunn, mit halbrundem Treppenhaus-Vorbau, Putzfassade mit Klinkergliederung, Teil der Gartenvorstadt Marienbrunn, städtebaulich, baugeschichtlich und sozialgeschichtlich von Bedeutung Im Auftrag der Gartenvorstadt Marienbrunn GmbH 1929 durch den Architekten Arno Caroli entworfenes zweigeschossiges, gutbürgerliches Wohnhaus. Freistehender, kubischer Putzbau mit halbrundem Balkonvorbau zur Straße und eingeschossiger, ziegelverblendeter Veranda an der westlichen Seitenfront, beide als Eisenbetonkonstruktionen. Das Walmdach an allen Seiten mit Gauben. In Anlehnung an die gründerzeitliche Villa sind in beiden Geschossen die Räume um eine zentrale Diele angeordnet, im Erdgeschoss Wohnzimmer, Damenzimmer, Herrenzimmer, Küche und Anrichte, im Obergeschoss vier Schlafzimmer, Ankleide und Bad. Als Einfriedung Waldlattenzäune mit Zementsockeln und -pfen. | 09296587 |
| Direkt Bild zu diesem Denkmal hochladen | Einzeldenkmal o. g. Sachgesamtheit: Wohnhaus in offener Bebauung, mit Garten-Einfriedung (siehe auch Sachgesamtheitsdokument - Obj. 09305337, Am Bogen 2-54) | Dohnaweg 3 (Karte) | 1912-1913 (Einfamilienwohnhaus) | Putzfassade, Terrasse zum Garten, Teil der Gartenstadt Leipzig-Marienbrunn, im Reform- und Heimatstil, städtebaulich, baugeschichtlich und sozialgeschichtlich von Bedeutung Haus Nummer 51 der Gruppe Xa für die Gartenvorstadt entstand auf einem 460 m² großen Grundstück 1912–1913 als zweigeschossiges Einfamilienhaus nach Entwurf von A. und F. Herolt. Bauherr war die Gartenvorstadt Leipzig-Marienbrunn GmbH, die Bauausführung übernahm Röthig & Hedel. Der freistehende und weit in das Grundstück zurückgesetzte Putzbau mit ungewöhnlich hohem ziegelgedeckten Pyramidendach, aus dem mittig der Schornstein ragt. LfD/2008 | 09260169 |
| Direkt Bild zu diesem Denkmal hochladen | Einzeldenkmal o. g. Sachgesamtheit: Wohnhauszeile (mit Denkmalsblick 7), mit Vorgarten-Einfriedung (siehe auch Sachgesamtheitsdokument - Obj. 09305337, Am Bogen 2-54) | Dohnaweg 4; 6; 8 (Karte) | 1912-1913 (Mehrfamilienwohnhaus) | Putzfassade mit Spalieren, Teil der Gartenvorstadt Marienbrunn, im Reform- und Heimatstil, städtebaulich, baugeschichtlich und sozialgeschichtlich von Bedeutung Baugruppe IX der Gartenvorstadt Marienbrunn. Aus vier Häusern bestehende zweigeschossige Wohnhausgruppe, 1912–1913 nach Plänen des Architekten Hans Böhme. Putzbau mit Ziegelsockel und vorkragendem Walmdach. Nummer 4 an Vorder- und Rückseite als Kopfbau vorspringend mit rückwärtigen Loggien. Rückseitig zwei Lukarnen mit Dreiecksgiebeln, die Erdgeschosszone mit Spalieren. In Nummer 4 pro Geschoss jeweils eine Wohnung mit vier um eine zentrale Diele angeordneten Zimmern, Küche, Bad und Austritt, die anderen Häuser mit jeweils fünf Zimmern, Küche und Bad. Mit Denkmalsblick 7. | 09296078 |
| Direkt Bild zu diesem Denkmal hochladen | Einzeldenkmal o. g. Sachgesamtheit: Wohnhaus einer Wohnhausgruppe (mit Denkmalsblick 9-17), mit Garten-Einfriedung (siehe auch Sachgesamtheitsdokument - Obj. 09305337, Am Bogen 2-54) | Dohnaweg 5 (Karte) | 1912-1913 (Mehrfamilienwohnhaus) | Putzfassade, Teil der Gartenvorstadt Marienbrunn, im Reform- und Heimatstil, städtebaulich, baugeschichtlich und sozialgeschichtlich von Bedeutung Baugruppe X der Gartenvorstadt Marienbrunn. Zweigeschossiges Einfamilienhaus mit angrenzender Veranda, 1912–1913 nach Plänen der Architekten A. und F. Herold. Zweigeschossiger Putzbau mit zwei eingeschossigen, eckig gebrochenen Vorbauten und steilem Walmdach, in das mittig eine Loggia eingefügt ist. Das als Abschluss der benachbarten Baugruppe XI (Denkmalsblick 9-17) zum Dohnaweg errichtete Haus grenzt an diese Gruppe mit einer eingeschossigen, in einem Rundbogen sich öffnenden Veranda. Die Fenster ursprünglich mit Läden. Im Erdgeschoss Küche mit Anrichte und Speisekammer, Wohnzimmer, Speisezimmer und WC, im Obergeschoss vier Zimmer, Bad, WC und Ankleideraum. | 09296585 |
| Direkt Bild zu diesem Denkmal hochladen | Einzeldenkmal o. g. Sachgesamtheit: Wohnhauszeile, mit Vorgarten-Einfriedung (siehe auch Sachgesamtheitsdokument - Obj. 09305337, Am Bogen 2-54) | Dohnaweg 7; 9; 11; 13; 15 (Karte) | 1912-1913 (Mehrfamilienwohnhaus) | Teil der Gartenvorstadt Marienbrunn, Putzfassade ehemals mit Spalieren, im Reform- und Heimatstil, städtebaulich, baugeschichtlich und sozialgeschichtlich von Bedeutung Baugruppe V der Gartenvorstadt Marienbrunn. Aus sechs Häusern bestehende zweigeschossige Wohnhausgruppe, 1912–1913 nach Plänen des Architekten Hermann Stock. Freistehender Putzbau mit leicht vorstehenden und durch einen erhöhten Traufansatz akzentuierten Seitenrisaliten, zwischen denen die Rücklage straßenseitig durch ein Geschossgesims mit Regenrinne, gartenseitig durch einen Fußwalm horizontal untergliedert wird. Das hohe Walmdach zur Straße hin mit Fledermausgauben, an der Rückseite mit abgewalmten Dachhäusern. Das Erdgeschoss wird durch Spaliere gestaltet. Die Obergeschossfenster mit Läden. Jedes der sechs Häuser enthält fünf Zimmer, Bad und Küche sowie ein Fremdenzimmer im Dachgeschoss. Die Vorgärten mit Bruchsteineinfassung. | 09296576 |
| Direkt Bild zu diesem Denkmal hochladen | Einzeldenkmal o. g. Sachgesamtheit: Wohnhauszeile (mit Denkmalsblick 12 und Turmweg 11), mit Vorgarten-Einfriedung (siehe auch Sachgesamtheitsdokument - Obj. 09305337, Am Bogen 2-54) | Dohnaweg 10; 12; 14; 16; 18; 20; 22 (Karte) | 1912-1913 (Mehrfamilienwohnhaus) | Teil der Gartenvorstadt Marienbrunn, Putzfassade mit Spalieren, im Reform- und Heimatstil, städtebaulich, baugeschichtlich und sozialgeschichtlich von Bedeutung Baugruppe VIII der Gartenvorstadt Marienbrunn. Zweigeschossige, die gesamte Westseite des Arminiushofes einnehmende, aus neun Häusern bestehende Wohnhausgruppe, 1912–1913 nach Plänen des Architekten Kurt Hermann. Putzbau mit Ziegelsockel, bestehend aus einer langgestreckten, zurückgelegten Front zwischen zwei vorstehenden, giebelständigen Kopfbauten mit Krüppelwalmdächern. Die Rücklage mit überdachten Eingängen und Spalieren im Bereich des Erdgeschosses, während die Dachzone durch zumeist paarweise zusammenstehende Lukarnen untergliedert wird. Rückseitig Loggien. In den Kopfbauten im Erdgeschoss Läden, deren Eingänge an den Straßenecken in polygonalen Balkonvorbauten untergebracht sind, in den Obergeschossen jeweils eine Dreizimmerwohnung. Die anderen Häuser mit jeweils fünf Zimmern, Küche und Bad. Mit Denkmalsblick 12 und Turmweg 11. | 09296086 |
| Direkt Bild zu diesem Denkmal hochladen | Einzeldenkmal o. g. Sachgesamtheit: Teil einer Mietshauszeile (mit Triftweg 15-23), mit Einfriedung (siehe auch Sachgesamtheitsdokument - Obj. 09305337, Am Bogen 2-54) | Dohnaweg 17 (Karte) | 1912-1913 (Mehrfamilienwohnhaus) | Putzfassade, im Reform- und Heimatstil, städtebaulich, baugeschichtlich und sozialgeschichtlich von Bedeutung siehe Triftweg 15-23 | 09296578 |
| Direkt Bild zu diesem Denkmal hochladen | Einzeldenkmal o. g. Sachgesamtheit: Doppelwohnhaus (mit Turmweg 8) - (siehe auch Sachgesamtheitsdokument - Obj. 09305337, Am Bogen 2-54) | Dohnaweg 24 (Karte) | 1912-1913 (Teil eines Doppelwohnhauses) | Doppelwohnhaus aus zwei rechtwinklig zueinander gestellten Baukörpern, Teil der Gartenvorstadt Marienbrunn, Putzfassade, im Reform- und Heimatstil, städtebaulich, baugeschichtlich und sozialgeschichtlich von Bedeutung Baugruppe VII der Gartenvorstadt Marienbrunn. Freistehendes Doppelwohnhaus, 1912–1913 nach Plänen des Architekten Karl Poser. Aus zwei rechtwinklig zueinanderstehenden Baukörpern gebildeter, asymmetrisch betonter Putzbau. Dohnaweg Nummer 24 eineinhalbgeschossig mit breiter, durch Segmentbogen und Thermenfenster akzentuierter straßenseitiger Giebelfront und seitlichem Eingang, nördlich daran anschließend Turmweg Nummer 8 als zweigeschossiger, walmdachgedeckter Bauteil mit rückseitigem Eingang und durch Spaliere gestalteter Erdgeschosszone. In Dohnaweg Nummer 24 eine aus acht, in Turmweg Nummer 8 eine aus fünf Zimmern, Küche, Bad und Austritten bestehende Wohnung. Mit Turmweg Nummer 8. | 09296581 |
| Direkt Bild zu diesem Denkmal hochladen | Einzeldenkmal o. g. Sachgesamtheit: Wohnhausgruppe, mit Vorgarten-Einfriedung (siehe auch Sachgesamtheitsdokument - Obj. 09305337, Am Bogen 2-54) | Dohnaweg 26; 28; 30 (Karte) | 1912-1913 (Mehrfamilienwohnhaus) | Teil der Gartenvorstadt Marienbrunn, Putzfassade mit Spalieren, im Reform- und Heimatstil, städtebaulich, baugeschichtlich und sozialgeschichtlich von Bedeutung Baugruppe VI der Gartenvorstadt Marienbrunn. Von der Straße Straße zurückgesetzte, aus drei Häusern bestehende aus drei Häusern bestehende zweigeschossige Wohnhausgruppe, 1912–1913 nach Plänen des Architekten Kurt Hermann. Der walmdachgedeckter Putzbau erscheint in seiner Kubatur aufgelockert durch die vorstehenden Seitenpartien mit bis auf Sohlbankhöhe der Obergeschossfenster heruntergezogenen Dachflächen, aus denen als Einfassung der Rücklage Dreiecksgiebel emporragen. Rückseitig Veranden. Die Erdgeschosszone mit Spalieren. Jedes der drei Häuser mit drei Zimmern, Küche, Bad und Austritt. Der geräumige Vorgarten eingefasst durch Bruchsteinmauerwerk und Hecke. | 09296577 |
| Direkt Bild zu diesem Denkmal hochladen | Sachgesamtheit Siedlung Mariental mit den Einzeldenkmalen: Doppelwohnhaus (Elfenweg 1, 3 - Obj. 09296186), Doppelwohnhaus (Elfenweg 2, 4 - Obj. 09296749), Doppelwohnhaus (Elfenweg 5, 7 - Obj. 09296187), Doppelwohnhaus (Elfenweg 9, 11 - Obj. 09296188), Doppelwohnhaus (Elfenweg 13, 15 - Obj. 09296189), Doppelwohnhaus (Elfenweg 17, 19 - Obj. 09296750), Doppelwohnhaus (Elfenweg 21, 23 - Obj. 09296751), Doppelwohnhaus (Froschkönigweg 1, 3 - Obj. 09296758), Doppelwohnhaus (Froschkönigweg 2, 4 - Obj. 09296182), Doppelwohnhaus (Froschkönigweg 5, 7 - Obj. 09296497), Doppelwohnhaus (Froschkönigweg 6, 8 - Obj. 09296183), Wohnhauszeile (Froschkönigweg 9, 11, 13, 15, 17 - Obj. 09296498), Wohnhauszeile (Froschkönigweg 10, 12, 14, 16, 18 - Obj. 09296184), Doppelwohnhaus (Froschkönigweg 19, 21 - Obj. 09296743), Doppelwohnhaus (Froschkönigweg 20, 22 - Obj. 09296744), Doppelwohnhaus (Froschkönigweg 23, 25 - Obj. 09296746), Doppelwohnhaus (Froschkönigweg 24, 26 - Obj. 09296745), Dreifachwohnhaus (Froschkönigweg 27, 29, 31 - Obj. 09296499), Dreifachwohnhaus (Froschkönigweg 28, 30, 32 - Obj. 09296185), Doppelwohnhaus (Froschkönigweg 33, 34 - Obj. 09296500), Doppelwohnhaus (Prinzenweg 1, 3 - Obj. 09296493), Doppelwohnhaus (Prinzenweg 2, 4 - Obj. 09296757), Doppelwohnhaus (Prinzenweg 5, 7 - Obj. 09296489), Doppelwohnhaus (Prinzenweg 6, 8 - Obj. 09296753), Doppelwohnhaus (Prinzenweg 9, 11 - Obj. 09296752), Doppelwohnhaus (Prinzenweg 10, 12 - Obj. 09296754), Doppelwohnhaus (Prinzenweg 13, 15 - Obj. 09296490), Doppelwohnhaus (Prinzenweg 14, 16 - Obj. 09296755), Doppelwohnhaus (Prinzenweg 17, 19 - Obj. 09296491), Doppelwohnhaus (Prinzenweg 18, 20 - Obj. 09296748), Doppelwohnhaus (Prinzenweg 21, 23 - Obj. 09296756), Dreifachwohnhaus (Prinzenweg 22, 24, 26 - Obj. 09296747), Doppelwohnhaus (Prinzenweg 25, 28 - Obj. 09296492), Doppelwohnhaus (Zwergenweg 1, 3 - Obj. 09296759), Doppelwohnhaus (Zwergenweg 2, 4 - Obj. 09296190), Wohnhaushälfte (Zwergenweg 5 - Obj. 09296760), Doppelwohnhaus (Zwergenweg) | Elfenweg 1; 2; 3; 4; 5; 7; 9; 11; 13; 15; 17; 19; 21; 23 (Karte) | 1927-1929 (Siedlung) | zeittypische Putzfassaden, städtebauliche und sozialgeschichtliche Bedeutung | 09305352 |
| Direkt Bild zu diesem Denkmal hochladen | Einzeldenkmal o. g. Sachgesamtheit: Doppelwohnhaus (siehe auch Sachgesamtheitsdokument - Obj. 09305352, Elfenweg 1-23) | Elfenweg 1; 3 (Karte) | 1927-1929 (Doppelwohnhaus) | Putzfassade mit Ziegelsockel und Sandsteingliederungen, Teil der Siedlung Mariental, städtebauliche und sozialgeschichtliche Bedeutung | 09296186 |
| Direkt Bild zu diesem Denkmal hochladen | Wohnhausteil eines Reihenhauses, mit Einfriedung und Vorgarten | Elfenweg 1a (Karte) | 1929 (Wohnhaus) | Putzfassade, im traditionalistischen Stil der 1920er Jahre, weitgehender Originalzustand, ortsentwicklungsgeschichtlich von Bedeutung | 09299445 |
| Direkt Bild zu diesem Denkmal hochladen | Einzeldenkmal o. g. Sachgesamtheit: Doppelwohnhaus in offener Bebauung (siehe auch Sachgesamtheitsdokument - Obj. 09305352, Elfenweg 1-23) | Elfenweg 2; 4 (Karte) | 1927-1928 (Doppelwohnhaus) | Putzfassade mit Ziegelsockel und Sandsteingliederungen, Teil der Siedlung Mariental, städtebauliche und sozialgeschichtliche Bedeutung | 09296749 |
| Direkt Bild zu diesem Denkmal hochladen | Einzeldenkmal o. g. Sachgesamtheit: Doppelwohnhaus in offener Bebauung (siehe auch Sachgesamtheitsdokument - Obj. 09305352, Elfenweg 1-23) | Elfenweg 5; 7 (Karte) | 1927-1928 (Doppelwohnhaus) | Putzfassade mit Ziegelsockel und Sandsteingliederungen, Teil der Siedlung Mariental, städtebauliche und sozialgeschichtliche Bedeutung | 09296187 |
| Direkt Bild zu diesem Denkmal hochladen | Einzeldenkmal o. g. Sachgesamtheit: Doppelwohnhaus in offener Bebauung (siehe auch Sachgesamtheitsdokument - Obj. 09305352, Elfenweg 1-23) | Elfenweg 9; 11 (Karte) | 1927-1928 (Doppelwohnhaus) | Putzfassade mit Ziegelsockel und Sandsteingliederungen, Teil der Siedlung Mariental, städtebauliche und sozialgeschichtliche Bedeutung | 09296188 |
| Direkt Bild zu diesem Denkmal hochladen | Einzeldenkmal o. g. Sachgesamtheit: Doppelwohnhaus in offener Bebauung (siehe auch Sachgesamtheitsdokument - Obj. 09305352, Elfenweg 1-23) | Elfenweg 13; 15 (Karte) | 1927-1928 (Doppelwohnhaus) | Putzfassade mit Ziegelsockel und Sandsteingliederungen, Teil der Siedlung Mariental, städtebauliche und sozialgeschichtliche Bedeutung | 09296189 |
| Direkt Bild zu diesem Denkmal hochladen | Einzeldenkmal o. g. Sachgesamtheit: Doppelwohnhaus in offener Bebauung (siehe auch Sachgesamtheitsdokument - Obj. 09305352, Elfenweg 1-23) | Elfenweg 17; 19 (Karte) | 1927-1928 (Doppelwohnhaus) | Putzfassade mit Ziegelsockel und Sandsteingliederungen, Teil der Siedlung Mariental, städtebauliche und sozialgeschichtliche Bedeutung | 09296750 |
| Direkt Bild zu diesem Denkmal hochladen | Einzeldenkmal o. g. Sachgesamtheit: Doppelwohnhaus in offener Bebauung (siehe auch Sachgesamtheitsdokument - Obj. 09305352, Elfenweg 1-23) | Elfenweg 21; 23 (Karte) | 1929 (Doppelwohnhaus) | Putzfassade mit Ziegelsockel und Sandsteingliederungen, Teil der Siedlung Mariental, städtebauliche und sozialgeschichtliche Bedeutung | 09296751 |
| Direkt Bild zu diesem Denkmal hochladen | Einzeldenkmal o. g. Sachgesamtheit: Doppelwohnhaus in offener Bebauung und in Ecklage, mit Anbau (siehe auch Sachgesamtheitsdokument - Obj. 09305352, Elfenweg 1-23) | Froschkönigweg 1; 3 (Karte) | 1927-1928 (Doppelwohnhaus) | eingeschossiger Ladenanbau, Putzfassade mit Ziegelsockel, Teil der Siedlung Mariental, städtebauliche und sozialgeschichtliche Bedeutung | 09296758 |
| Direkt Bild zu diesem Denkmal hochladen | Einzeldenkmal o. g. Sachgesamtheit: Doppelwohnhaus in offener Bebauung und in Ecklage, mit Anbau (siehe auch Sachgesamtheitsdokument - Obj. 09305352, Elfenweg 1-23) | Froschkönigweg 2; 4 (Karte) | 1927-1928 (Doppelwohnhaus) | eingeschossiger Ladenanbau, Putzfassade mit Ziegelsockel und Sandsteingliederungen, Teil der Siedlung Mariental, städtebauliche und sozialgeschichtliche Bedeutung | 09296182 |
| Direkt Bild zu diesem Denkmal hochladen | Einzeldenkmal o. g. Sachgesamtheit: Doppelwohnhaus in offener Bebauung (siehe auch Sachgesamtheitsdokument - Obj. 09305352, Elfenweg 1-23) | Froschkönigweg 5; 7 (Karte) | 1927-1928 (Doppelwohnhaus) | Putzfassade mit Ziegelsockel und Sandsteingliederungen, Teil der Siedlung Mariental, städtebauliche und sozialgeschichtliche Bedeutung | 09296497 |
| Direkt Bild zu diesem Denkmal hochladen | Einzeldenkmal o. g. Sachgesamtheit: Doppelwohnhaus in offener Bebauung (siehe auch Sachgesamtheitsdokument - Obj. 09305352, Elfenweg 1-23) | Froschkönigweg 6; 8 (Karte) | 1927-1928 (Doppelwohnhaus) | Putzfassade mit Ziegelsockel und Sandsteingliederungen, Teil der Siedlung Mariental, städtebauliche und sozialgeschichtliche Bedeutung | 09296183 |
| Direkt Bild zu diesem Denkmal hochladen | Einzeldenkmal o. g. Sachgesamtheit: Wohnhauszeile in offener Bebauung (siehe auch Sachgesamtheitsdokument - Obj. 09305352, Elfenweg 1-23) | Froschkönigweg 9; 11; 13; 15; 17 (Karte) | 1927-1928, Wohnhauszeile (Mehrfamilienwohnhaus) | Putzfassade mit Ziegelsockel und Sandsteingliederungen, Teil der Siedlung Mariental, städtebauliche und sozialgeschichtliche Bedeutung | 09296498 |
| Direkt Bild zu diesem Denkmal hochladen | Einzeldenkmal o. g. Sachgesamtheit: Wohnhauszeile in offener Bebauung (siehe auch Sachgesamtheitsdokument - Obj. 09305352, Elfenweg 1-23) | Froschkönigweg 10; 12; 14; 16; 18 (Karte) | 1927 (Mehrfamilienwohnhaus) | Putzfassade mit Ziegelsockel und Sandsteingliederungen, Teil der Siedlung Mariental, städtebauliche und sozialgeschichtliche Bedeutung | 09296184 |
| Direkt Bild zu diesem Denkmal hochladen | Einzeldenkmal o. g. Sachgesamtheit: Doppelwohnhaus in offener Bebauung (siehe auch Sachgesamtheitsdokument - Obj. 09305352, Elfenweg 1-23) | Froschkönigweg 19; 21 (Karte) | 1927-1928 (Doppelwohnhaus) | Putzfassade, Teil der Siedlung Mariental, städtebauliche und sozialgeschichtliche Bedeutung | 09296743 |
| Direkt Bild zu diesem Denkmal hochladen | Einzeldenkmal o. g. Sachgesamtheit: Doppelwohnhaus in offener Bebauung (siehe auch Sachgesamtheitsdokument - Obj. 09305352, Elfenweg 1-23) | Froschkönigweg 20; 22 (Karte) | 1927 (Doppelwohnhaus) | Putzfassade mit Ziegelsockel und Sandsteingliederung, Teil der Siedlung Mariental, städtebauliche und sozialgeschichtliche Bedeutung | 09296744 |
| Direkt Bild zu diesem Denkmal hochladen | Einzeldenkmal o. g. Sachgesamtheit: Doppelwohnhaus in offener Bebauung (siehe auch Sachgesamtheitsdokument - Obj. 09305352, Elfenweg 1-23) | Froschkönigweg 23; 25 (Karte) | 1927-1928 (Doppelwohnhaus) | Putzfassade, Teil der Siedlung Mariental, städtebauliche und sozialgeschichtliche Bedeutung | 09296746 |
| Direkt Bild zu diesem Denkmal hochladen | Einzeldenkmal o. g. Sachgesamtheit: Doppelwohnhaus in offener Bebauung (siehe auch Sachgesamtheitsdokument - Obj. 09305352, Elfenweg 1-23) | Froschkönigweg 24; 26 (Karte) | 1927 (Doppelwohnhaus) | Putzfassade mit Ziegelsockel und Sandsteingliederung, Teil der Siedlung Mariental, städtebauliche und sozialgeschichtliche Bedeutung | 09296745 |
| Direkt Bild zu diesem Denkmal hochladen | Einzeldenkmal o. g. Sachgesamtheit: Dreifachwohnhaus in offener Bebauung, mit Garagenanbau (siehe auch Sachgesamtheitsdokument - Obj. 09305352, Elfenweg 1-23) | Froschkönigweg 27; 29; 31 (Karte) | 1927-1928 (Mehrfamilienwohnhaus) | Putzfassade mit Ziegelsockel und Sandsteingliederungen, Teil der Siedlung Mariental, städtebauliche und sozialgeschichtliche Bedeutung | 09296499 |
| Direkt Bild zu diesem Denkmal hochladen | Einzeldenkmal o. g. Sachgesamtheit: Dreifachwohnhaus in halboffener Bebauung, mit Garagenanbau (siehe auch Sachgesamtheitsdokument - Obj. 09305352, Elfenweg 1-23) | Froschkönigweg 28; 30; 32 (Karte) | 1927 (Mehrfamilienwohnhaus) | Putzfassade mit Ziegelsockel und Sandsteingliederungen, Teil der Siedlung Mariental, städtebauliche und sozialgeschichtliche Bedeutung | 09296185 |
| Direkt Bild zu diesem Denkmal hochladen | Einzeldenkmal o. g. Sachgesamtheit: Doppelwohnhaus in offener Bebauung, mit zwei seitlichen Anbauten (Verbindungsbau zu Nr. 32 und zu Nr. 31 mit Durchgang zur Probstheidaer Straße) - (siehe auch Sachgesamtheitsdokument - Obj. 09305352, Elfenweg 1-23) | Froschkönigweg 33; 34 (Karte) | 1927-1928 (Doppelwohnhaus) | Putzfassade mit Ziegelsockel und Sandsteingliederungen, Teil der Siedlung Mariental, städtebauliche und sozialgeschichtliche Bedeutung | 09296500 |
| Direkt Bild zu diesem Denkmal hochladen | Sachgesamtheit Siedlung Mariental - Kriegersiedlung Goldene Aue, mit den Einzeldenkmalen: Doppelwohnhaus (Gretelweg 1, 3 - Obj. 09296198), Doppelwohnhaus (Gretelweg 2, 4 - Obj. 09296197), Dreifachwohnhaus (Gretelweg 5, 7, 9 - Obj. 09296488), Wohnhauszeile (Gretelweg 6, 8, 10, 12 - Obj. 09296196), Wohnhauszeile (Gretelweg 11, 13, 15, 17 - Obj. 09296487), Dreifachwohnhaus (Gretelweg 14, 16, 18 - Obj. 09296699), Wohnhauszeile (Gretelweg 20, 22, 24, 26 - Obj. 09296195), Wohnhauszeile (Sterntalerweg 1, 3, 5, 7 - Obj. 09296192), Wohnhauszeile (Sterntalerweg 2, 4, 6, 8 - Obj. 09296494), Doppelwohnhaus (Sterntalerweg 9, 11 - Obj. 09296193), Dreifachwohnhaus (Sterntalerweg 10, 12, 14 - Obj. 09296495), Wohnhauszeile (Sterntalerweg 13, 15, 17, 19 - Obj. 09296194), Wohnhauszeile (Sterntalerweg 16, 18, 20, 22 - Obj. 09296496) und den Sachgesamtheitsteilen: Einfriedungen der Vorgärten | Gretelweg 1; 2; 3; 4; 5; 6; 7; 8; 9; 10; 11; 12; 13; 14; 15; 16; 17; 18; 19; 20; 21; 22; 23; 24; 26 (Karte)                                                                                                  | 1927-1928 (Siedlung) | zeittypische Putzfassaden, städtebauliche und ortsgeschichtliche Bedeutung | 09305345 |
| Direkt Bild zu diesem Denkmal hochladen | Einzeldenkmal o. g. Sachgesamtheit: Doppelwohnhaus (siehe auch Sachgesamtheitsdokument - Obj. 09305345, Gretelweg 1-26) | Gretelweg 1; 3 (Karte) | 1927-1928 (Doppelwohnhaus) | traditionalistische Putzfassade, Teil der Siedlung Mariental - Kriegersiedlung Goldene Aue, städtebauliche und ortsgeschichtliche Bedeutung | 09296198 |
| Direkt Bild zu diesem Denkmal hochladen | Einzeldenkmal o. g. Sachgesamtheit: Doppelwohnhaus in offener Bebauung (siehe auch Sachgesamtheitsdokument - Obj. 09305345, Gretelweg 1-26) | Gretelweg 2; 4 (Karte) | 1928 (Doppelwohnhaus) | traditionalistische Putzfassade, Teil der Siedlung Mariental - Kriegersiedlung Goldene Aue, städtebauliche und ortsgeschichtliche Bedeutung | 09296197 |
| Direkt Bild zu diesem Denkmal hochladen | Einzeldenkmal o. g. Sachgesamtheit: Dreifachwohnhaus in offener Bebauung (siehe auch Sachgesamtheitsdokument - Obj. 09305345, Gretelweg 1-26) | Gretelweg 5; 7; 9 (Karte) | 1927-1928 (Mehrfamilienwohnhaus) | traditionalistische Putzfassade, Teil der Siedlung Mariental - Kriegersiedlung Goldene Aue, städtebauliche und ortsgeschichtliche Bedeutung | 09296488 |
| Direkt Bild zu diesem Denkmal hochladen | Einzeldenkmal o. g. Sachgesamtheit: Wohnhauszeile in offener Bebauung (siehe auch Sachgesamtheitsdokument - Obj. 09305345, Gretelweg 1-26) | Gretelweg 6; 8; 10; 12 (Karte) | 1927-1928 (Mehrfamilienwohnhaus) | traditionalistische Putzfassade, Teil der Siedlung Mariental - Kriegersiedlung Goldene Aue, städtebauliche und ortsgeschichtliche Bedeutung | 09296196 |
| Direkt Bild zu diesem Denkmal hochladen | Einzeldenkmal o. g. Sachgesamtheit: Wohnhauszeile (siehe auch Sachgesamtheitsdokument - Obj. 09305345, Gretelweg 1-26) | Gretelweg 11; 13; 15; 17 (Karte) | 1926-1928 (Mehrfamilienwohnhaus) | traditionalistische Putzfassade, Teil der Siedlung Mariental - Kriegersiedlung Goldene Aue, städtebauliche und ortsgeschichtliche Bedeutung | 09296487 |
| Direkt Bild zu diesem Denkmal hochladen | Einzeldenkmal o. g. Sachgesamtheit: Dreifachwohnhaus in offener Bebauung (siehe auch Sachgesamtheitsdokument - Obj. 09305345, Gretelweg 1-26) | Gretelweg 14; 16; 18 (Karte) | 1927-1928 (Mehrfamilienwohnhaus) | traditionalistische Putzfassade, Teil der Siedlung Mariental - Kriegersiedlung Goldene Aue, städtebauliche und ortsgeschichtliche Bedeutung | 09296699 |
| Direkt Bild zu diesem Denkmal hochladen | Einzeldenkmal o. g. Sachgesamtheit: Dreifachwohnhaus in offener Bebauung (siehe auch Sachgesamtheitsdokument - Obj. 09305345, Gretelweg 1-26) | Gretelweg 19; 21; 23 (Karte) | 1927-1928 (Mehrfamilienwohnhaus) | traditionalistische Putzfassade, Teil der Siedlung Mariental - Kriegersiedlung Goldene Aue, städtebauliche und ortsgeschichtliche Bedeutung | 09296486 |
| Direkt Bild zu diesem Denkmal hochladen | Einzeldenkmal o. g. Sachgesamtheit: Wohnhauszeile (siehe auch Sachgesamtheitsdokument - Obj. 09305345, Gretelweg 1-26) | Gretelweg 20; 22; 24; 26 (Karte) | 1927 (Mehrfamilienwohnhaus) | traditionalistische Putzfassade, Teil der Siedlung Mariental - Kriegersiedlung Goldene Aue, städtebauliche und ortsgeschichtliche Bedeutung | 09296195 |
| Direkt Bild zu diesem Denkmal hochladen | Einzeldenkmal o. g. Sachgesamtheit: Wohnblock in offener Bebauung und in Ecklage (siehe auch Sachgesamtheitsdokument - Obj. 09303715, Zwickauer Straße 61-65) | Hauffweg 1; 3; 5; 5a (Karte) | 1931-1933 (Mehrfamilienwohnhaus) | Putzfassade, Anklänge an den Stil der Moderne, Teil der Versuchssiedlung einer Baumesse, ortsgeschichtlich und baugeschichtlich von Bedeutung | 09291154 |
| Direkt Bild zu diesem Denkmal hochladen | Einzeldenkmal o. g. Sachgesamtheit: Verkaufskiosk in offener Bebauung und in Ecklage (siehe auch Sachgesamtheitsdokument - Obj. 09303715, Zwickauer Straße 61-65) | Hauffweg 1b (Karte) | 1933 (Kiosk) | Putzfassade mit Ziegelsockel, im Stil der Moderne, Teil der Versuchssiedlung einer Baumesse, ortsgeschichtlich und baugeschichtlich von Bedeutung Im Auftrag von Fräulein Elfriede Eberlein entwarf Architekt A. Uttecht aus Marienbrunn ein Ladengebäude, welches an der Straße An der Tabaksmühle 1933 erbaut wurde. Der „in der äusseren Ausführung den umliegenden Gebäuden“ angepasste eingeschossige Kiosk fügt sich mit seiner Graukalk-Kratzputz-Fassade über einem Sockel aus roten Eisenklinkern harmonisch in das Ensemble der Baumesse-Siedlung ein. Zwei Läden (zunächst Friseur- und Lebensmittelgeschäft) mit Ladenstube und Toilette fanden in dem nur neun Meter breiten und reichlich sieben Meter tiefen Bau Platz, die Lagerräume im Keller. LfD/2008 | 09301739 |
| Direkt Bild zu diesem Denkmal hochladen | Einzeldenkmal o. g. Sachgesamtheit: Wohnblock in offener Bebauung und in Ecklage (siehe auch Sachgesamtheitsdokument - Obj. 09303715, Zwickauer Straße 61-65), Zwickauer Straße 61-65 | Hauffweg 2; 4; 6 (Karte) | 1932 (Mehrfamilienwohnhaus), 1955–1956 (Mehrfamilienwohnhaus, Wiederaufbau Nummer)                                                                       | Putzfassade, Anklänge an den Stil der Moderne, Teil der Versuchssiedlung einer Baumesse, ortsgeschichtlich und baugeschichtlich von Bedeutung Der Baublock IVa der Baumessesiedlung entstand 1932–1933 nach den im Jahr zuvor gefertigten Plänen des Architekten Walther Beyer im Auftrag der Landes-Siedlungs- und Wohnungs-Fürsorgegesellschaft mbH „Sächsisches Heim“. Ausführende Bauunternehmer waren Emil Bödemann und Eduard Steyer. Die aus Lutz-Steinen oder Hohlblocksteinen errichteten Mauern erhielten eine helle Kratzputzfassade, für die Decken fanden Hohlblockbalken System Zuberek Verwendung. Von den ursprünglich vier zusammen gefassten Häusern wurde drei im Krieg zerstört, 1955–1956 konnte der Wohnblock im Rahmen des Wiederaufbauprogramms in seiner äußeren Kubatur wieder hergestellt werden. Im Inneren sollten - so die Verlautbarung des Entwurfsbüros für Hochbau I des Rates des Bezirkes Leipzig - „größere und zeitentsprechende Wohnungen“ gewonnen werden (15 WE). An der Planung beteiligt war der Architekt Franz Lindner aus Altenbauch bei Wurzen. Prägend für den über einem Klinkersockel errichteten Bau sind das bei Nummer 6 vortretende halbrunde Treppenhaus und die beiden rückseitigen Austritte auf Kunststeinkonsolen (bei Nummer 4). Das Erscheinungsbild der experimentellen Baumessesiedlung konnte somit zurückgewonnen werden, zugleich ist der Wohnblock ein Dokument des Wiederaufbaus und der Architekturauffassung in der Mitte der 1950er Jahre. LfD/2011 | 09300910 |
| Direkt Bild zu diesem Denkmal hochladen | Einzeldenkmal o. g. Sachgesamtheit: Wohnblock in offener Bebauung (siehe auch Sachgesamtheitsdokument - Obj. 09303715, Zwickauer Straße 61-65) | Hauffweg 7; 9; 11; 13 (Karte) | 1930-1931, bezeichnet 1930 (Mehrfamilienwohnhaus) | Putzfassade, mit Inschrifttafel bei Nummer 7, Anklänge an den Stil der Moderne, Teil der Versuchssiedlung einer Baumesse, ortsgeschichtlich und baugeschichtlich von Bedeutung | 09291153 |
| Direkt Bild zu diesem Denkmal hochladen | Einzeldenkmal o. g. Sachgesamtheit: Wohnblock in offener Bebauung (siehe auch Sachgesamtheitsdokument - Obj. 09303715, Zwickauer Straße 61-65) | Hauffweg 8; 10; 12; 14 (Karte) | 1930-1931, bezeichnet 1930 (Mehrfamilienwohnhaus) | Putzfassade, mit Inschrifttafel bei Nummer 8, Anklänge an den Stil der Moderne, Teil der Versuchssiedlung einer Baumesse, ortsgeschichtlich und baugeschichtlich von Bedeutung | 09299102 |
| Direkt Bild zu diesem Denkmal hochladen | Einzeldenkmal o. g. Sachgesamtheit: Mietshaus in halboffener Bebauung (siehe auch Sachgesamtheitsdokument - Obj. 09305337, Am Bogen 2-54) | Konrad-Hagen-Platz 1 (Karte) | 1929-1930 (Mehrfamilienwohnhaus) | Putzfassade, Eingang mit Ziegelrahmung, Teil der Gartenvorstadt Marienbrunn, städtebaulich, baugeschichtlich und sozialgeschichtlich von Bedeutung Mit Nummer 4: Zwei dreigeschossige, in Anpassung an die Anlage von Liebfrauenstraße und Konrad-Hagen-Platz zweifach rechtwinklig gebrochene Doppelmietshäuser, die im Auftrag der Gartenvorstadt Marienbrunn GmbH 1930 nach Plänen des Architekturbüros Tschammer und Caroli errichtet wurden. Putzbauten mit Ziegelsockel und profilierten, ziegelgerahmten Eingängen. Die leicht geknickten Walmdächer mit kleinen, verschieferten Dachhäusern und massiven Dachausbauten über den Treppenhausachsen, an denen sich unterhalb der Traufen Antragsarbeiten aus Stuck in Art-Deco-Formen befinden. Rückseitig Anbauten mit Lauben. In den Geschossen pro Eingang zwei Dreizimmerwohnungen mit Küche und Bad. Mit Liebfrauenstraße Nummer 3 und 4. | 09296724 |
| Direkt Bild zu diesem Denkmal hochladen | Einzeldenkmal o. g. Sachgesamtheit: Doppelmietshaus in Ecklage (Baugruppe mit Denkmalsblick 8/10 und Turmweg 7/9) - (siehe auch Sachgesamtheitsdokument - Obj. 09305337, Am Bogen 2-54) | Konrad-Hagen-Platz 2; 3 (Karte) | 1929 (Mehrfamilienwohnhaus) | Putzfassade mit Ziegelrahmung der Eingänge, Teil der Gartenvorstadt Marienbrunn, städtebaulich, baugeschichtlich und sozialgeschichtlich von Bedeutung Nach Plänen des Architekturbüros Tschammer und Caroli 1929 für die Gartenvorstadt Leipzig-Marienbrunn GmbH errichtete Wohnhausgruppe. Dreiflügeliger Baukörper mit Rauputz, Ziegelsockel, ziegelgerahmten Eingängen und geknickten Walmdächern. Zum Konrad-Hagen-Platz die dreigeschossige, durch zwei abgeschrägte Risalite untergliederte Hauptfront mit ausgebautem Dachgeschoss, während an Denkmalsblick und Turmweg zweigeschossige, vom Straßenraum zurückgesetzte Seitenflügel liegen, deren äußere Abschnitte von rückseitigen halbrunden Treppenhausrisaliten erschlossen werden. Unterhalb der Traufen sind an den Eingangsachsen der drei Flügel Antragsarbeiten aus Stuck in Art-Deco-Formen angebracht. Die Geschosse enthalten pro Hauseingang jeweils zwei Wohnungen. Die Vorgärten mit Ziegeleinfassung, der Innenhof als Schmuckplatz gestaltet. | 09296075 |
| Direkt Bild zu diesem Denkmal hochladen | Einzeldenkmal o. g. Sachgesamtheit: Mietshaus in halboffener Bebauung (siehe auch Sachgesamtheitsdokument - Obj. 09305337, Am Bogen 2-54) | Konrad-Hagen-Platz 4 (Karte) | 1929-1930 (Mehrfamilienwohnhaus) | Putzfassade, Eingang mit Ziegelrahmung, Teil der Gartenvorstadt Marienbrunn, städtebaulich, baugeschichtlich und sozialgeschichtlich von Bedeutung s. Nummer 1 | 09296725 |
| Direkt Bild zu diesem Denkmal hochladen | Einzeldenkmal o. g. Sachgesamtheit: Wohnblock in offener Bebauung und in Ecklage (siehe auch Sachgesamtheitsdokument - Obj. 09303715, Zwickauer Straße 61-65) | Leanderweg 1; 3; 5 (Karte) | 1931-1932 (Mehrfamilienwohnhaus) | Putzfassade, Anklänge an den Stil der Moderne, Teil der Versuchssiedlung einer Baumesse, ortsgeschichtlich und baugeschichtlich von Bedeutung | 09294535 |
| Direkt Bild zu diesem Denkmal hochladen | Einzeldenkmal o. g. Sachgesamtheit: Wohnblock in offener Bebauung und in Ecklage (siehe auch Sachgesamtheitsdokument - Obj. 09303715, Zwickauer Straße 61-65) | Leanderweg 2; 4; 6 (Karte) | 1931-1932 (Mehrfamilienwohnhaus), 1951–1952 (Mehrfamilienwohnhaus, Wiederaufbau Nummer)                                                                  | Ziegelfassade, Anklänge an den Stil der Moderne, Teil der Versuchssiedlung einer Baumesse, ortsgeschichtlich und baugeschichtlich von Bedeutung | 09303714 |
| Direkt Bild zu diesem Denkmal hochladen | Einzeldenkmal o. g. Sachgesamtheit: Wohnblock in offener Bebauung (siehe auch Sachgesamtheitsdokument - Obj. 09303715, Zwickauer Straße 61-65) | Leanderweg 8; 10; 12 (Karte) | 1930-1931, bezeichnet 1930 (Mehrfamilienwohnhaus) | Putzfassade, mit Inschriftplatte, Anklänge an den Stil der Moderne, Teil der Versuchssiedlung einer Baumesse, ortsgeschichtlich und baugeschichtlich von Bedeutung | 09292397 |
|                                         | Einzeldenkmal o. g. Sachgesamtheit: Kirchgemeindehaus, mit Einfriedung (siehe auch Sachgesamtheitsdokument - Obj. 09305337, Am Bogen 2-54) | Lerchenrain 1 (Karte) | 1927-1928 (Gemeindehaus) | zweigeschossiger Putzbau mit Portal- und Fassadendekoration im Stil der 1920er Jahre, Architekt: Georg Staufert, Teil der Gartenvorstadt Marienbrunn, ortshistorisch, städtebaulich, baugeschichtlich und sozialgeschichtlich von Bedeutung Gemeindehaus der Evangelisch-Lutherischen Kirchengemeinde Marienbrunn, 1927–1928 nach Plänen des Architekten Georg Staufert. Zweigeschossiger Putzbau mit Pilastergliederung und rundbogigem Portal, das in Schlussstein und Gewänden Dekor in Art-Deco-Formen zeigt. Geknicktes Walmdach mit Dreiecksgiebel über der Mittelachse. Rückwärtig anschließend der Gemeindesaaltrakt. Im Inneren des Vorbaus Sitzungszimmer und Wohnung, der Gemeindesaal mit Podium und Bleiverglasung. | 09296574 |
| Direkt Bild zu diesem Denkmal hochladen | Einzeldenkmal o. g. Sachgesamtheit: Doppelwohnhaus, mit Einfriedung (siehe auch Sachgesamtheitsdokument - Obj. 09305337, Am Bogen 2-54) | Lerchenrain 2; 4 (Karte) | 1933-1934 (Doppelwohnhaus) | Putzfassade, Teil der Gartenvorstadt Marienbrunn, städtebaulich, baugeschichtlich und sozialgeschichtlich von Bedeutung Freistehendes, zweigeschossiges Doppelwohnhaus, errichtet 1933–1934 nach Plänen des Architekturbüros Tschammer und Caroli im Auftrag der Gartenvorstadt Leipzig-Marienbrunn GmbH. Putzbau mit Ziegelsockel, leicht geknicktem Walmdach und seitlichen ziegelgerahmten Eingängen. Rückwärtig Balkone. Pro Doppelhaushälfte fünf Zimmer, Bad, WC, Veranda und Sitzplatz. Als Garteneinfriedung ein Waldlattenzaun mit Zementsäulen. | 09296668 |
| Direkt Bild zu diesem Denkmal hochladen | Einzeldenkmal o. g. Sachgesamtheit: Wohnhaus in offener Bebauung (siehe auch Sachgesamtheitsdokument - Obj. 09305337, Am Bogen 2-54) | Lerchenrain 3 (Karte) | 1933 (Einfamilienwohnhaus) | Putzfassade mit Natursteinsockel, Teil der Gartenvorstadt Marienbrunn, städtebaulich, baugeschichtlich und sozialgeschichtlich von Bedeutung Nach Plänen des Architekten Walter Haedrich 1933 für den Privatmann Richard Weise errichtetes freistehendes eingeschossiges Wohnhaus. Der zurückgesetzt von der Straße errichtete giebelständige Putzbau mit Bruchsteinsockel und halbrundem, seitlich rechts vor die Giebelfront gesetztem Vorbau. Links davon der asymmetrisch in einen Rundbogen untergebrachte Eingang, zu dem eine breite gebogene Außentreppe aus Bruchsteinmauerwerk führt. An der hinteren Giebelfront eine eingeschossige Veranda mit Austritt. Im Inneren fünf Zimmer, Küche und Bad. | 09296173 |
| Direkt Bild zu diesem Denkmal hochladen | Einzeldenkmal o. g. Sachgesamtheit: Dreifachwohnhaus (siehe auch Sachgesamtheitsdokument - Obj. 09305337, Am Bogen 2-54) | Lerchenrain 5; 7; 9 (Karte) | 1933 (Mehrfamilienwohnhaus) | Putzfassade mit Ziegelsockel und mit drei Garageneinfahrten, Anklänge an den Stil der Moderne, Teil der Gartenvorstadt Marienbrunn, städtebaulich, baugeschichtlich und sozialgeschichtlich von Bedeutung Freistehende, aus drei Häusern bestehende Wohnhausgruppe, errichtet 1933 nach Plänen des auch als Bauherr zeichnenden Architekten Alfred Bischoff. Putzbau mit Ziegelsockel und seitlichen halbrunden, in den Bereich des leicht geknickten Walmdaches greifenden Treppenhausrisaliten. Vor den mittleren Achsen der Straßenfront ein kantiger Balkonvorbau, rückseitig eingeschossige Vorbauten und Balkone. Straßenseitig über Eck gestellte Erdgeschossfenster. Die beiden seitlichen Häuser mit jeweils sechs, der mittlere Abschnitt mit fünf Zimmern, Küche und Bad. Im Souterrainbereich spätere Garageneinbauten. | 09296174 |
| Direkt Bild zu diesem Denkmal hochladen | Einzeldenkmal o. g. Sachgesamtheit: Doppelwohnhaus, mit Einfriedung (siehe auch Sachgesamtheitsdokument - Obj. 09305337, Am Bogen 2-54) | Lerchenrain 6; 8 (Karte) | 1933-1934 (Doppelwohnhaus) | Putzfassade mit Ziegelrahmung der Fenster, Teil der Gartenvorstadt Marienbrunn, städtebaulich, baugeschichtlich und sozialgeschichtlich von Bedeutung Freistehendes, zweigeschossiges Doppelwohnhaus, errichtet 1933–1934 nach Plänen des Architekturbüros Tschammer und Caroli im Auftrag der Gartenvorstadt Leipzig-Marienbrunn GmbH. Putzbau mit Ziegelsockel, leicht geknicktem Walmdach und seitlichen ziegelgerahmten Eingängen. Rückwärtig Balkone. Pro Doppelhaushälfte fünf Zimmer, Bad, WC, Veranda und Sitzplatz. Als Garteneinfriedung ein Waldlattenzaun mit Zementsäulen. | 09296669 |
| Direkt Bild zu diesem Denkmal hochladen | Einzeldenkmal o. g. Sachgesamtheit: Wohnhauszeile, mit Einfriedung (siehe auch Sachgesamtheitsdokument - Obj. 09305337, Am Bogen 2-54) | Lerchenrain 10; 12; 14; 16 (Karte) | 1928 (Mehrfamilienwohnhaus) | Putzfassade mit Ziegelrahmung der Eingänge, mit seitlichen Treppentürmen, Nummer 10 in Ecksituation, Teil der Gartenvorstadt Marienbrunn, städtebaulich, baugeschichtlich und sozialgeschichtlich von Bedeutung Zweigeschossige, nach Plänen des Architekturbüros Tschammer und Caroli 1928 im Auftrag der Gartenvorstadt Marienbrunn GmbH und auf Veranlassung der sächsischen Staatsregierung zur Behebung der Wohnungsnot unter Professoren der Leipziger Universität errichtete, aus vier Häusern bestehende Wohnhausgruppe. Putzbau mit Ziegelsockel und geknicktem Walmdach. Die breitgelagerte Front wird untergliedert durch eingeschossige Vorbauten, die an den beiden mittleren Abschnitten mit profilierter Ziegelverblendung eingefasste Eingänge enthalten. Die Eingänge zu den seitlichen Häusern in halbrunden seitlichen, bis in den Dachbereich reichenden Treppenhausrisaliten. Belebt wird die Front durch Fensterläden und durch eine Abfolge kleinerer und größerer ziegelverblendeter Dachhäuser mit spitzen Giebeln. Rückseitig vier Veranden mit Austritten. Jedes der Häuser enthält sechs Zimmer, Küche, Bad und WC. Die Vorgarteneinfriedung als gemauerter Sockel mit Eisengestänge. | 09296575 |
| Direkt Bild zu diesem Denkmal hochladen | Einzeldenkmal o. g. Sachgesamtheit: Wohnhaus in offener Bebauung, mit Einfriedung (siehe auch Sachgesamtheitsdokument - Obj. 09305337, Am Bogen 2-54) | Lerchenrain 11 (Karte) | 1933 (Einfamilienwohnhaus) | Putzfassade mit Ziegelsockel und Ziegelfensterbänken, Teil der Gartenvorstadt Marienbrunn, städtebaulich, baugeschichtlich und sozialgeschichtlich von Bedeutung Freistehendes, zweigeschossiges Zweifamilienhaus, 1933 nach Plänen des Architekten H. W. Merkel für den Privatmann Paul Bauer errichtet. Kubischer Putzbau mit Ziegelsockel, ziegelverblendeten Sohlbänken und leicht geknicktem Walmdach. Straßenseitig ein abgeschrägt vorstehendes Speisezimmerfenster, rückwärtig verglaste Loggien. Pro Geschoss eine Wohnung mit drei Zimmern, Küche, Bad, WC und Austritt. Die Vorgarteneinfriedung als Lattenzaun mit Zementpfen. | 09296670 |
| Direkt Bild zu diesem Denkmal hochladen | Einzeldenkmal o. g. Sachgesamtheit: Wohnhaus in offener Bebauung, mit Einfriedung (siehe auch Sachgesamtheitsdokument - Obj. 09305337, Am Bogen 2-54) | Lerchenrain 15 (Karte) | 1933 (Einfamilienwohnhaus) | Putzfassade mit Ziegelsockel, Ziegelrahmung der Fenster und Ziegeldekor, aufwendige Gestaltung, Teil der Gartenvorstadt Marienbrunn, städtebaulich, baugeschichtlich und sozialgeschichtlich von Bedeutung Freistehendes, 1933 nach Plänen des Architekten Walter Haedrich für den Privatmann Paul Rehschuh errichtetes Wohnhaus. Zweigeschossiger Putzbau mit Ziegelsockel, der durch eine abgerundete, von einem hohen Treppenhausfenster durchbrochene Ecke und ein vorkragendes steiles Walmdach eine malerische Wirkung erhält. Vorne rechts zur Straße ein gerundeter Vorbau, der Eingang seitlich. Rückwärtig ein eingeschossiger Anbau mit Wintergarten und Austritt. Das Treppenhausfenster mit einer geätzten, Art-Deco-Motive zeigenden Verglasung. Im Inneren sieben Zimmer, Bad, Küche und WC, das ausgebaute Dachgeschoss mit Gästezimmer. Rechts angrenzend eine Garage. Als Einfriedung ein Holzlattenzaun auf Ziegelsockel mit Ziegelpfen. | 09296175 |
| Direkt Bild zu diesem Denkmal hochladen | Einzeldenkmal o. g. Sachgesamtheit: Doppelwohnhaus (siehe auch Sachgesamtheitsdokument - Obj. 09305337, Am Bogen 2-54) | Lerchenrain 17; 19 (Karte) | 1933 (Doppelwohnhaus) | Putzfassade mit Ziegelsockel, Teil der Gartenvorstadt Marienbrunn, städtebaulich, baugeschichtlich und sozialgeschichtlich von Bedeutung Freistehendes Doppelwohnhaus, errichtet 1933 nach Plänen des Architekten H. W. Merkel für den Privatmann Curt Dosse. Zweigeschossiger, aus Hohlblocksteinen erbauter und mit einem Zementkratzputz versehener Bau mit Ziegelsockel und leicht geknicktem Walmdach, die Fenster der seitlichen Achsen wie der Giebelfront durch schmale, parallel angeordnete Ziegelstreifen akzentuiert. Pro Doppelhaushälfte fünf Zimmer, Küche, Bad und WC. | 09296672 |
| Direkt Bild zu diesem Denkmal hochladen | Einzeldenkmal o. g. Sachgesamtheit: Wohnhaus in offener Bebauung, mit Einfriedung (siehe auch Sachgesamtheitsdokument - Obj. 09305337, Am Bogen 2-54) | Lerchenrain 27 (Karte) | 1932-1933 (Einfamilienwohnhaus) | Putzfassade mit Ziegelbänderung, Teil der Gartenvorstadt Marienbrunn, städtebaulich, baugeschichtlich und sozialgeschichtlich von Bedeutung Freistehendes, 1932–1933 nach Plänen des Architekten Walter Haedrich für den Privatmann Hermann Berger errichtetes Zweifamilienhaus als zweigeschossiger, giebelständiger Baukörper. Putzbau mit Ziegelsockel, die Giebelfront betont durch horizontale Ziegelbänderung im Bereich der Fenster. Der Eingang seitlich links in einem eingeschossigen Anbau. Pro Geschoss eine Wohnung mit drei Zimmern, Küche, Bad und Austritt. Als Vorgarteneinfriedung ein Holzlattenzaun mit Betonsäulen. | 09296176 |
| Direkt Bild zu diesem Denkmal hochladen | Einzeldenkmal o. g. Sachgesamtheit: Doppelwohnhaus, mit Einfriedung (siehe auch Sachgesamtheitsdokument - Obj. 09305337, Am Bogen 2-54) | Lerchenrain 29; 31 (Karte) | 1932-1933 (Doppelwohnhaus) | Putzfassade mit abgerundeten Ecken, in Ecksituation gelegen, Teil der Gartenvorstadt Marienbrunn, städtebaulich, baugeschichtlich und sozialgeschichtlich von Bedeutung An markanter Ecklage in einer Biegung, die der Lerchenrain gegenüber der Einmündung des Turmweges macht, nach Plänen des Architekten Walter Haedrich 1932–1933 für die Privatpersonen Otto Behrendt (Nummer 29) und Minna Richter (Nummer 31) errichtetes freistehendes Doppelwohnhaus. Zweigeschossiger T-förmiger Putzbau mit Ziegelsockel und steilem Walmdach. Auf den versetzt südlich weitergeführten Lerchenrain weisend ein breiter zweiachsiger Vorbau mit hoher Giebelfront. Beidseitig in den Winkeln die überdachten Hauseingänge. Die südlichen Hauskanten abgerundet und von Treppenhausfenstern durchbrochen. In Nummer 29 eine Wohnung mit vier Zimmern, Küche, Bad und WC, in Nummer 31 pro Geschoss eine Zweizimmerwohnung mit Küche, Bad und Austritt. Im Souterrain von Nummer 31 eine Garage. Bei Nummer 29 die originale Vorgarteneinfriedung als Holzlattenzaun mit Zementsäulen. | 09296573 |
| Direkt Bild zu diesem Denkmal hochladen | Einzeldenkmal o. g. Sachgesamtheit: Wohnhauszeile, mit Einfriedung bei Nr. 49 (siehe auch Sachgesamtheitsdokument - Obj. 09305337, Am Bogen 2-54) | Lerchenrain 43; 45; 47; 49 (Karte) | 1930 (Mehrfamilienwohnhaus) | Putzfassade mit Ziegelsockel und Ziegelverkleidung der Kanten, Anklänge an den Stil der Moderne, Teil der Gartenvorstadt Marienbrunn, städtebaulich, baugeschichtlich und sozialgeschichtlich von Bedeutung Mit Nummer 51/53/55/57/59 und Nummer 61/63/65/67: Siedlung Marienhöhe, bestehend aus drei zweigeschossigen Wohnhausgruppen, die im Auftrag des Allgemeinen Sächsischen Siedlerverbandes e. V. 1930–1931 nach Plänen des Architekten Walter Haedrich errichtet wurden. Putzbauten mit Ziegelsockeln und leicht geknickten Walmdächern, die seitlichen Gruppen aus jeweils vier, die mittlere aus fünf Hausabschnitten bestehend. Charakteristisch sind die abgerundeten, straßenseitigen Gebäudekanten mit Ziegelverkleidung und breiten Fenstern, in denen die Treppenhäuser der äußeren Abschnitte untergebracht sind. Rückseitig eingeschossige Vorbauten, Loggien und Balkone. Die Hausabschnitte mit jeweils fünf Zimmern, Küche, Bad und WC. In den durch flach geschlossene Dachhäuser ausgebauten Dachgeschossen zwei weitere, als Gäste- und Dienstbotenzimmer deklarierte Räume. Noch vor Baubeginn 1930 wurden die einzelnen Abschnitte an Privatpersonen weiterveräußert. Die originalen, als Holzlattenzäunen zwischen Zementsäulen bestehenden Vorgarteneinfriedungen nur noch an der Mittelgruppe erhalten. | 09296673 |
| Direkt Bild zu diesem Denkmal hochladen | Einzeldenkmal o. g. Sachgesamtheit: Wohnhauszeile, mit Teilen der Einfriedung (siehe auch Sachgesamtheitsdokument - Obj. 09305337, Am Bogen 2-54) | Lerchenrain 51; 53; 55; 57; 59 (Karte) | 1930-1931 (Mehrfamilienwohnhaus) | Putzfassade mit Ziegelsockel und Ziegelverkleidung der Kanten, Anklänge an den Stil der Moderne, Teil der Gartenvorstadt Marienbrunn, städtebaulich, baugeschichtlich und sozialgeschichtlich von Bedeutung s. Nummer 43-49 | 09296572 |
| Direkt Bild zu diesem Denkmal hochladen | Einzeldenkmal o. g. Sachgesamtheit: Wohnhauszeile (siehe auch Sachgesamtheitsdokument - Obj. 09305337, Am Bogen 2-54) | Lerchenrain 61; 63; 65; 67 (Karte) | 1930 (Mehrfamilienwohnhaus) | Putzfassade mit Ziegelsockel und Ziegelverkleidung der Kanten, Anklänge an den Stil der Moderne, Teil der Gartenvorstadt Marienbrunn, städtebaulich, baugeschichtlich und sozialgeschichtlich von Bedeutung s. Nummer 61-67 | 09296571 |
|                                         | Mietshaus einer Mietshauszeile, mit angebautem Verkaufspavillon, Vorgarten, rückwärtigem Wohngrün und Pflasterung der hofseitigen Zufahrtsstraße | Lerchenrain 69 (Karte) | 1933 (Mehrfamilienwohnhaus) | Putzfassade, rückwärtig Garageneinbauten, Kopfbau einer Wohnhauszeile mit versetzt angeordneten, quer und längs zur Straßenflucht stehenden Trakten, siehe auch Triftweg 37-69, Laden (ehemals Apotheke Marienbrunn) als abgeschrägter eingeschossiger Eckbau, baugeschichtlich und städtebaulich von Bedeutung siehe Triftweg 37-67 | 09296570 |
| Direkt Bild zu diesem Denkmal hochladen | Einzeldenkmal o. g. Sachgesamtheit: Mietshaus in geschlossener Bebauung und in Ecklage, mit Einfriedung (siehe auch Sachgesamtheitsdokument - Obj. 09305337, Am Bogen 2-54) | Liebfrauenstraße 1 (Karte) | 1935 (Mehrfamilienwohnhaus) | mit Läden und zwei Garageneinfahrten, Putzfassade mit Ziegelsockel und Ziegelrahmung des Eingangs, Teil der Gartenvorstadt Marienbrunn, zugehörig zu Zwickauer Straße 67/67a, städtebaulich, baugeschichtlich und sozialgeschichtlich von Bedeutung Mit Nummer 2: Zwei sich gegenüberstehende dreigeschossige, 1935 errichtete Mietshäuser in Ecklage zur Zwickauer Straße, mit Triftweg Nummer 1 und Zwickauer Straße 67-71 zu der nach Plänen des Architekten Reinhold Kretzschmars aufgeführten Eingangsbebauung der Gartenvorstadt Marienbrunn gehörend. Nummer 1 für den Verlagsbuchhändler Carl Ziegenhirt, Nummer 2 für die Erbengemeinschaft Max Dietze. Putzbauten mit Ziegelsockeln und ziegelgerahmten Eingängen, zur Zwickauer Straße jeweils zwei Läden und Loggien mit halbrund vortretenden Brüstungen. Leicht geknickte Walmdächer mit einer Abfolge kleiner, spitzgiebeliger Dachhäuser. In den Geschossen jeweils zwei Wohnungen. Die Vorgärten mit Ziegeleinfassung. | 09296073 |
| Direkt Bild zu diesem Denkmal hochladen | Einzeldenkmal o. g. Sachgesamtheit: Mietshaus in geschlossener Bebauung und in Ecklage, mit Einfriedung (siehe auch Sachgesamtheitsdokument - Obj. 09305337, Am Bogen 2-54) | Liebfrauenstraße 2 (Karte) | 1935 (Mehrfamilienwohnhaus) | mit Laden und zwei Garageneinfahrten, Putzfassade mit Ziegelsockel und Ziegelrahmung des Eingangs, Teil der Gartenvorstadt Marienbrunn, zugehörig zu Zwickauer Straße 69/71, städtebaulich, baugeschichtlich und sozialgeschichtlich von Bedeutung s. Nummer 1 | 09296628 |
| Direkt Bild zu diesem Denkmal hochladen | Einzeldenkmal o. g. Sachgesamtheit: Mietshaus in geschlossener Bebauung und in Ecklage, mit Einfriedung (siehe auch Sachgesamtheitsdokument - Obj. 09305337, Am Bogen 2-54) | Liebfrauenstraße 3 (Karte) | 1929-1930 (Mehrfamilienwohnhaus) | Putzfassade mit Ziegelsockel und Ziegelrahmung des Eingangs, Teil der Gartenvorstadt Marienbrunn, städtebaulich, baugeschichtlich und sozialgeschichtlich von Bedeutung siehe Konrad-Hagen-Platz 1 | 09296074 |
| Direkt Bild zu diesem Denkmal hochladen | Einzeldenkmal o. g. Sachgesamtheit: Mietshaus in geschlossener Bebauung und in Ecklage, mit Einfriedung (siehe auch Sachgesamtheitsdokument - Obj. 09305337, Am Bogen 2-54) | Liebfrauenstraße 4 (Karte) | 1929-1930 (Mehrfamilienwohnhaus) | Putzfassade mit Ziegelsockel und Ziegelrahmung des Eingangs, Teil der Gartenvorstadt Marienbrunn, städtebaulich, baugeschichtlich und sozialgeschichtlich von Bedeutung siehe Konrad-Hagen-Platz 4 | 09296076 |
| Direkt Bild zu diesem Denkmal hochladen | Einzeldenkmal o. g. Sachgesamtheit: Doppelwohnhaus in offener Bebauung und in Ecklage, mit Anbau (siehe auch Sachgesamtheitsdokument - Obj. 09305352, Elfenweg 1-23) | Prinzenweg 1; 3 (Karte) | 1927-1928 (Doppelwohnhaus) | mit Ladenanbau, Teil der Siedlung Mariental, Putzfassade mit Ziegelsockel und Sandsteingliederung, städtebauliche und sozialgeschichtliche Bedeutung | 09296493 |
| Direkt Bild zu diesem Denkmal hochladen | Einzeldenkmal o. g. Sachgesamtheit: Doppelwohnhaus in offener Bebauung und in Ecklage, mit Anbau (siehe auch Sachgesamtheitsdokument - Obj. 09305352, Elfenweg 1-23) | Prinzenweg 2; 4 (Karte) | 1927-1928 (Doppelwohnhaus) | mit Ladenanbau, Teil der Siedlung Mariental, Putzfassade mit Ziegelsockel und Sandsteingliederung, städtebauliche und sozialgeschichtliche Bedeutung | 09296757 |
| Direkt Bild zu diesem Denkmal hochladen | Einzeldenkmal o. g. Sachgesamtheit: Doppelwohnhaus in offener Bebauung (siehe auch Sachgesamtheitsdokument - Obj. 09305352, Elfenweg 1-23) | Prinzenweg 5; 7 (Karte) | 1927-1928 (Doppelwohnhaus) | Teil der Siedlung Mariental, Putzfassade, städtebauliche und sozialgeschichtliche Bedeutung | 09296489 |
| Direkt Bild zu diesem Denkmal hochladen | Einzeldenkmal o. g. Sachgesamtheit: Doppelwohnhaus in offener Bebauung (siehe auch Sachgesamtheitsdokument - Obj. 09305352, Elfenweg 1-23) | Prinzenweg 6; 8 (Karte) | 1927-1928 (Doppelwohnhaus) | Putzfassade mit Ziegelsockel und Sandsteingliederung, Teil der Siedlung Mariental, städtebauliche und sozialgeschichtliche Bedeutung | 09296753 |
| Direkt Bild zu diesem Denkmal hochladen | Einzeldenkmal o. g. Sachgesamtheit: Doppelwohnhaus in offener Bebauung (siehe auch Sachgesamtheitsdokument - Obj. 09305352, Elfenweg 1-23) | Prinzenweg 9; 11 (Karte) | 1927-1928 (Doppelwohnhaus) | Putzfassade mit Ziegelsockel und Sandsteingliederungen, Teil der Siedlung Mariental, städtebauliche und sozialgeschichtliche Bedeutung | 09296752 |
| Direkt Bild zu diesem Denkmal hochladen | Einzeldenkmal o. g. Sachgesamtheit: Doppelwohnhaus in offener Bebauung (siehe auch Sachgesamtheitsdokument - Obj. 09305352, Elfenweg 1-23) | Prinzenweg 10; 12 (Karte) | 1927-1928 (Doppelwohnhaus) | Putzfassade mit Ziegelsockel und Sandsteingliederungen, Teil der Siedlung Mariental, städtebauliche und sozialgeschichtliche Bedeutung | 09296754 |
| Direkt Bild zu diesem Denkmal hochladen | Einzeldenkmal o. g. Sachgesamtheit: Doppelwohnhaus in offener Bebauung (siehe auch Sachgesamtheitsdokument - Obj. 09305352, Elfenweg 1-23) | Prinzenweg 13; 15 (Karte) | 1927-1928 (Doppelwohnhaus) | Teil der Siedlung Mariental, Putzfassade, städtebauliche und sozialgeschichtliche Bedeutung | 09296490 |
| Direkt Bild zu diesem Denkmal hochladen | Einzeldenkmal o. g. Sachgesamtheit: Doppelwohnhaus in offener Bebauung (siehe auch Sachgesamtheitsdokument - Obj. 09305352, Elfenweg 1-23) | Prinzenweg 14; 16 (Karte) | 1927-1928 (Doppelwohnhaus) | Putzfassade mit Ziegelsockel und Sandsteingliederung, Teil der Siedlung Mariental, städtebauliche und sozialgeschichtliche Bedeutung | 09296755 |
| Direkt Bild zu diesem Denkmal hochladen | Einzeldenkmal o. g. Sachgesamtheit: Doppelwohnhaus in offener Bebauung und in Ecklage (siehe auch Sachgesamtheitsdokument - Obj. 09305352, Elfenweg 1-23) | Prinzenweg 17; 19 (Karte) | 1927-1928 (Doppelwohnhaus) | Putzfassade mit Ziegelsockel und Sandsteingliederung, Teil der Siedlung Mariental, städtebauliche und sozialgeschichtliche Bedeutung | 09296491 |
| Direkt Bild zu diesem Denkmal hochladen | Einzeldenkmal o. g. Sachgesamtheit: Doppelwohnhaus in offener Bebauung (siehe auch Sachgesamtheitsdokument - Obj. 09305352, Elfenweg 1-23) Putzfassade, Teil der Siedlung Mariental, städtebauliche und sozialgeschichtliche Bedeutung | Prinzenweg 18; 20 (Karte) | 1927–1928 (Doppelwohnhaus) | | 09296748 |
| Direkt Bild zu diesem Denkmal hochladen | Einzeldenkmal o. g. Sachgesamtheit: Doppelwohnhaus in offener Bebauung und in Ecklage, mit Garagenanbau (siehe auch Sachgesamtheitsdokument - Obj. 09305352, Elfenweg 1-23) | Prinzenweg 21; 23 (Karte) | 1927-1928 (Doppelwohnhaus) | Putzfassade mit Ziegelsockel und Sandsteingliederung, Teil der Siedlung Mariental, städtebauliche und sozialgeschichtliche Bedeutung | 09296756 |
| Direkt Bild zu diesem Denkmal hochladen | Einzeldenkmal o. g. Sachgesamtheit: Dreifachwohnhaus in offener Bebauung, mit Garagenanbau (siehe auch Sachgesamtheitsdokument - Obj. 09305352, Elfenweg 1-23) | Prinzenweg 22; 24; 26 (Karte) | 1927-1928 (Mehrfamilienwohnhaus) | Putzfassade mit Ziegelsockel und Sandsteingliederung, Teil der Siedlung Mariental, städtebauliche und sozialgeschichtliche Bedeutung | 09296747 |
| Direkt Bild zu diesem Denkmal hochladen | Einzeldenkmal o. g. Sachgesamtheit: Doppelwohnhaus in offener Bebauung, mit zwei seitlichen Anbauten (Verbindungsbau zu Nr. 23 und zu Nr. 26 mit Durchgang zur Probstheidaer Straße) - (siehe auch Sachgesamtheitsdokument - Obj. 09305352, Elfenweg 1-23) | Prinzenweg 25; 28 (Karte) | 1927-1928 (Doppelwohnhaus) | Putzfassade mit Ziegelsockel und Sandsteingliederung, Teil der Siedlung Mariental, städtebauliche und sozialgeschichtliche Bedeutung | 09296492 |
|                                         | Sgraffito an einem Nebengebäude | Probstheidaer Straße 47a (Karte) | 1938-1939 (Sgraffito) | Sgraffito eines Bauern an einem ehemaligen Bäckereigebäude, Seltenheitswert, kulturgeschichtlich und ortsentwicklungsgeschichtlich von Bedeutung Bäckermeister Ernst Busch beantragte den Bau eines Wohnhauses mit Bäckereianbau, die im März 1938 vorgelegten Pläne von (bezeichnet) Architekt M. A. Schmidt wurden noch im selben Jahr umgesetzt. Das denkmalgeschützte Bäckereigebäude war konzipiert mit gewerblichen Räumen im Erdgeschoss, der Bäckerwohnung darüber, Gesellenkammer im Dachgeschoss und Waschküche im Keller. Mit der Ausführung des letztlich nur zweigeschossigen Hauses beauftragt wurde das in der Luppenstraße ansässige Baugeschäft Uhlich & Teichgräber. Seltenheitswert besitzt das Sgraffito mit der Darstellung eines Säers, durch das Abkratzen der oberen andersfarbigen Putzschicht entstand die heute noch original erhaltene figürliche, vom Künstler signierte Darstellung. Das angrenzende Wohngebäude mit Eckladen wurde nicht als Kulturdenkmal erfasst. Der Gewerbebau ist ein interessantes Zeugnis der Ortsteilentwicklung von Marienbrunn, wo sich nur wenige Handelseinrichtungen, Läden und keine Fabriken finden, das Sgraffito besitzt Seltenheitswert. LfD/2011 | 09291931 |
| Direkt Bild zu diesem Denkmal hochladen | Mietshäuser einer Wohnanlage (Nr. 97 und Nr. 99 bilden Mietshauszeile mit Zwickauer Straße 100-114, 101-115 und An der Märchenwiese 66, 67), mit Vorgärten | Probstheidaer Straße 91; 93; 95; 97; 99; 101 (Karte) | 1928-1929 (Mehrfamilienwohnhaus) | zeittypische Putzfassade, siehe auch Zwickauer Straße 100-114, 101-115 und An der Märchenwiese 66, 67, ortsentwicklungsgeschichtlich von Bedeutung Bauantrag für die Mietshäuser der beiden Wohnblöcke zwischen Probstheidaer Straße (Nummer 99, 101) und An der Märchenwiese (Nummer 66, 67) wurde am 23. August 1928 seitens der Landes-Siedlungs- und Wohnungsfürsorgegesellschaft mbH „Sächsisches Heim“ (Dresden) gestellt (Bebauungsplan Connewitz-Ost), Entwurf und Bauüberwachung lagen in Händen des in Leipzig ansässigen Architekten Walther Beyer. Die Schlussprüfung erfolgte ein knappes Jahr später. In den Akten erwähnt wird die Mitarbeit der Bauindustrie AG F. A. Müller (Ausführung?). Pro Etage jeweils eine Drei- und eine Vier-Zimmerwohnung, wobei über die Küche der hofseitige Austritt erreicht wird. Glatte Putzfassaden über Klinkersockel, als Gliederungselemente Haustürrahmungen, Stockgesims zum ersten Obergeschoss und hölzerne Fensterläden im Erdgeschoss. Sehr wirkungsvolle städtebauliche Konzeption mit zurückgesetzten Mitteltrakten zwischen den Doppelhäusern an den Ecken. Fortführung der Anlage an der Probstheidaer Straße (91-97, 101), Sanierung 1997. Das Gesamtensemble ist ein bemerkenswertes Dokument sozialen Wohnungsbaues der späten 1920er Jahre. LfD/2007 | 09299258 |
| Direkt Bild zu diesem Denkmal hochladen | Wohnhaushälfte eines Dreifachwohnhauses, mit Einfriedung | Schneewittchenweg 6 (Karte) | 1929-1930 (Wohnhaus) | Teil der ehemaligen Siedlungserweiterung Mariental - Kriegersiedlung Goldene Aue, ortsentwicklungsgeschichtliche Bedeutung | 09299388 |
| Direkt Bild zu diesem Denkmal hochladen | Einzeldenkmal o. g. Sachgesamtheit: Wohnhauszeile in offener Bebauung (siehe auch Sachgesamtheitsdokument - Obj. 09305345, Gretelweg 1-26) | Sterntalerweg 1; 3; 5; 7 (Karte) | 1927-1928 (Mehrfamilienwohnhaus) | traditionalistische Putzfassade, Teil der Siedlung Mariental - Kriegersiedlung Goldene Aue, städtebauliche und ortsgeschichtliche Bedeutung | 09296192 |
| Direkt Bild zu diesem Denkmal hochladen | Doppelmietshaus (Anschrift: Sterntalerweg 1a/1b und Triftweg 32) in halboffener Bebauung, ehemaliges Konsumgebäude, mit Einfriedung | Sterntalerweg 1a; 1b (Karte) | 1930 (Doppelmietshaus) | mit Ladenzone, zeittypische Putzfassade mit Ziegelgliederungen und mit markanten Staffelgiebeln, baugeschichtlich und ortsentwicklungsgeschichtlich von Bedeutung Am Triftweg entstand das Geschwisterhaus ehemals Sterntalerweg 1a/1b im Jahr 1929 für den Konsum-Verein Leipzig-Plagwitz und Umgebung eGmbH. Bauleitung und die Anfertigung aller Unterlagen übernahm die Mitteldeutsche Wohnungsfürsorgegesellschaft mbH, Büro für Architektur, Bauberatung und Grundstücksverwaltung. Für die Ausführung stand die Bauhütte Leipzig zur Verfügung, die Entwurfszeichnungen der Einfriedung tragen den Namenszug „Heine“ als Unterschrift. Beantragt war ein Wohnhaus mit zwei Treppenhäusern, wobei das Vorhaben zudem als Filialneubau des Konsum-Vereins angesehen wurde. In den Wirrungen des Krieges übernahm die Verbrauchergenossenschaft Leipzig das Grundstück, Ende 1942 das in Hamburg ansässige Gemeinschaftswerk der Deutschen Arbeitsfront, 1966 ist im Zusammenhang mit dem rückwärtigen Anbau einer Warenschleuse die Konsumverkaufsstelle 266 als gewerblicher Hauptnutzer genannt. Sanierung, einhergehend mit einigen Grundrissänderungen. Die Schauseiten sind hell über dunklem Ziegelsockel verputzt, die Erdgeschosszonen komplett als Geschäftszone ausgebildet. Markant sind die beiden Staffelgiebel, ein Motiv, das im Jahr zuvor am Neubau des Gemeindehauses der evangelischen Kirchgemeinde im nahen Connewitz durch Baurat Richard Wagner gestalterische Umsetzung fand. An der Ecke Triftweg/Sterntalerweg ist die Ecke des zweiten Obergeschosses durch Klinkerbänder akzentuiert. Auch die vom Sterntalerweg gut einsehbare Rückfront mit den Hauseingängen zeigt sich architektonisch hochwertig gestaltet, mit zwei markant vorstehenden und durch Fensterbänder ausgezeichneten Treppenhaustürmen, zwischengespannten Loggien und Fensterrahmungen aus Sichtklinkermauerwerk im Erdgeschoss. Eine Besonderheit in der Ausführung sind auf den Klinkerflächen wahllos eingeordnete, vorstehende Steine. LfD/2019 | 09229226 |
| Direkt Bild zu diesem Denkmal hochladen | Einzeldenkmal o. g. Sachgesamtheit: Wohnhauszeile in offener Bebauung (siehe auch Sachgesamtheitsdokument - Obj. 09305345, Gretelweg 1-26) | Sterntalerweg 2; 4; 6; 8 (Karte) | 1927-1928 (Mehrfamilienwohnhaus) | traditionalistische Putzfassade, Teil der Siedlung Mariental - Kriegersiedlung Goldene Aue, städtebauliche und ortsgeschichtliche Bedeutung | 09296494 |
| Direkt Bild zu diesem Denkmal hochladen | Einzeldenkmal o. g. Sachgesamtheit: Doppelwohnhaus in offener Bebauung (siehe auch Sachgesamtheitsdokument - Obj. 09305345, Gretelweg 1-26) | Sterntalerweg 9; 11 (Karte) | 1927-1928 (Doppelwohnhaus) | traditionalistische Putzfassade, Teil der Siedlung Mariental - Kriegersiedlung Goldene Aue, städtebauliche und ortsgeschichtliche Bedeutung | 09296193 |
| Direkt Bild zu diesem Denkmal hochladen | Einzeldenkmal o. g. Sachgesamtheit: Dreifachwohnhaus in offener Bebauung (siehe auch Sachgesamtheitsdokument - Obj. 09305345, Gretelweg 1-26) | Sterntalerweg 10; 12; 14 (Karte) | 1927-1928 (Mehrfamilienwohnhaus) | traditionalistische Putzfassade, Teil der Siedlung Mariental - Kriegersiedlung Goldene Aue, städtebauliche und ortsgeschichtliche Bedeutung | 09296495 |
| Direkt Bild zu diesem Denkmal hochladen | Einzeldenkmal o. g. Sachgesamtheit: Wohnhauszeile in offener Bebauung (siehe auch Sachgesamtheitsdokument - Obj. 09305345, Gretelweg 1-26) | Sterntalerweg 13; 15; 17; 19 (Karte) | 1927-1928 (Mehrfamilienwohnhaus) | traditionalistische Putzfassade, Teil der Siedlung Mariental - Kriegersiedlung Goldene Aue, städtebauliche und ortsgeschichtliche Bedeutung | 09296194 |
| Direkt Bild zu diesem Denkmal hochladen | Einzeldenkmal o. g. Sachgesamtheit: Wohnhauszeile in offener Bebauung (siehe auch Sachgesamtheitsdokument - Obj. 09305345, Gretelweg 1-26) | Sterntalerweg 16; 18; 20; 22 (Karte) | 1927-1928, Wohnhauszeile (Mehrfamilienwohnhaus) | traditionalistische Putzfassade, Teil der Siedlung Mariental - Kriegersiedlung Goldene Aue, städtebauliche und ortsgeschichtliche Bedeutung | 09296496 |
| Direkt Bild zu diesem Denkmal hochladen | Einzeldenkmal o. g. Sachgesamtheit: Mietshaus in halboffener Bebauung und in Ecklage, mit Einfriedung (siehe auch Sachgesamtheitsdokument - Obj. 09305337, Am Bogen 2-54) | Triftweg 1 (Karte) | 1935 (Mehrfamilienwohnhaus) | mit Laden und zwei Garageneinfahrten, Putzfassade mit Ziegelsockel und Ziegelrahmung des Eingangs, Baugruppe mit Zwickauer Straße 69/71, Teil der Gartenvorstadt Marienbrunn, städtebaulich, baugeschichtlich und sozialgeschichtlich von Bedeutung Dreigeschossiges, zusammen mit den Nachbarbebauung Liebfrauenstraße Nummer 2 und Zwickauer Straße Nummer 69-71 1935 nach Plänen des Architekten Reinhold Kretzschmar für die Erbengemeinschaft Max Dietze errichtetes Mietshaus. Putzbau mit Ziegelsockel, profilierter Ziegelrahmung des Einganges und leicht geknicktem, abgestuftem Walmdach. An der Straßenecke zur Zwickauer Straße zwei Balkonloggien. Das Souterrain mit zwei Garagen. Im Erdgeschoss zwei Läden und eine Wohnung, die Obergeschosse mit jeweils zwei Wohnungen. | 09296588 |
|                                         | Einzeldenkmal o. g. Sachgesamtheit: Mietshauszeile, mit Einfriedung (siehe auch Sachgesamtheitsdokument - Obj. 09305337, Am Bogen 2-54) | Triftweg 5; 7; 9; 11; 13 (Karte) | 1927 (Mehrfamilienwohnhaus) | Putzfassade mit je zwei polygonalen Ecktürmen, im Art-Déco-Stil, Teil der Gartenvorstadt Marienbrunn, städtebaulich, baugeschichtlich und sozialgeschichtlich von Bedeutung Dreigeschossiger, im Auftrag der Gartenvorstadt Marienbrunn GmbH 1927 nach Plänen des Architekturbüros Tschammer und Caroli errichteter Wohnblock. Der aus fünf Hausabschnitten bestehende Putzbau mit polygonalen Eckrisaliten und Walmdach. Die Eingänge mit Ziegeleinfassungen, die ebenso wie die Stuckumrahmungen der die Treppenhausfenster aufnehmenden Eingangsachsen in Art-Deco-Stil gestaltet sind. Oberhalb der Traufe setzen sich die Eingangsachsen in abgeschrägten Dachausbauten fort. Rückseitig Anbauten mit Veranden. In den Geschossen pro Eingang jeweils zwei Dreizimmerwohnungen mit Küche und Bad. Die Seitenfronten mit Spalieren in Art-Deco-Formen. | 09296589 |
| Direkt Bild zu diesem Denkmal hochladen | Mietshauszeile einer Wohnanlage, mit rückwärtiger Einfriedung zum Rotkäppchenweg | Triftweg 6; 8; 10 (Karte) | 1927-1928 (Mehrfamilienwohnhaus) | zeittypische Putzfassade, zusammen mit Triftweg 12-30 und Zwickauer Straße 73-99 eine Wohnanlage bildend, Zeugnis sozialen Wohnungsbaus in den 1920er Jahren, baugeschichtlich und sozialgeschichtlich von Bedeutung In den Jahren 1927–1930 entstand die lang gestreckte Mietshausreihe im Auftrag der GAGFAH (Gemeinnützige Aktien-Gesellschaft für Angestellten-Heimstätten, Berlin-Steglitz). In deren Bauabteilung wurden auch die Entwürfe durch die Architekten Arno Herold und Fritz Herold gezeichnet (beide auch verantwortlich für die Oberbauleitung), die Ausführung übernahmen die Philipp Holzmann AG (Nummer 6-16 in der Zeit 1927–1928) sowie der Baumeister Friedrich Emil Stoye (Nummer 18-30 im Zeitraum 1929–1930). Der dreigeschossige Baublock schließt die Siedlungsbereiche zu An der Märchenwiese gegen die breite Erschließungsstraße Triftweg ab und behauptet sich trotz seiner schlichten Gestaltung durchaus gegen die aufwändigeren Mietshausblöcke auf der Gegenseite. Einfache Putzfassaden über Klinkersockel werden insbesondere durch die Treppenhausachsen und die auf der Hofseite vorstehenden zweiachsigen Standerker akzentuiert, am Triftweg eine besondere ästhetische Wirkung durch die ziegelgedeckten Dächer. Die Anlage gemeinsam mit Zwickauer Straße 75-99 ein qualitätvolles Beispiel für sozialen Wohnungsbau der 1920er Jahre, „und zwar insbesondere zur Behebung der Kleinwohnungsnot ...“. Die Ausstattung in den Häusern jeweils fast komplett erhalten, Sanierung 2007. LfD/2007 | 09300557 |
| Direkt Bild zu diesem Denkmal hochladen | Mietshauszeile einer Wohnanlage, mit rückwärtiger Einfriedung zum Rotkäppchenweg und zum Sterntalerweg | Triftweg 12; 14; 16; 18; 20; 22; 24; 26; 28; 30 (Karte) | 1927-1930 (Mehrfamilienwohnhaus) | Gebäude mit Durchgängen zum Hänselweg und zum Gretelweg, zeittypische Putzfassade, zusammen mit Triftweg 6-10 und Zwickauer Straße 73-99 eine Wohnanlage bildend, Dokument sozialen Wohnungsbaus zur Linderung der Wohnungsnot in den 1920er Jahren, baugeschichtlich und sozialgeschichtlich von Bedeutung | 09300558 |
| Direkt Bild zu diesem Denkmal hochladen | Einzeldenkmal o. g. Sachgesamtheit: Mietshauszeile (mit Dohnaweg 17 und Am Bogen 54), mit Einfriedung (siehe auch Sachgesamtheitsdokument - Obj. 09305337, Am Bogen 2-54) | Triftweg 15; 17; 19; 21; 23 (Karte) | 1912-1913 (Mehrfamilienwohnhaus) | Wohnhausgruppe zwischen Dohnaweg und Am Bogen, mit gewölbtem Torweg in Triftweg 15, Teil der Gartenvorstadt Marienbrunn, im Reform- und Heimatstil, städtebaulich, baugeschichtlich und sozialgeschichtlich von Bedeutung Baugruppe XIII der Gartenvorstadt Marienbrunn. Aus sieben Häusern bestehende zweigeschossige Wohnhausgruppe, errichtet 1912–1913 nach Plänen des Architekten Karl Poser. Putzbau mit Ziegelsockel und Mansarddach, die Straßenfront durch Vor- und Rücklagen, Risalite und Giebel stark untergliedert. Eine aus drei Häusern bestehende Rücklage mit breitem dreiachsigen Mittelrisalit und seitlichen übergiebelten Loggien wird eingefasst von zwei aus jeweils zwei Häusern gebildeten Vorlagen, an denen der Wechsel von übergiebelter Loggienzone und breitem Risalit fortgeführt ist. In den Geschossen pro Haus zwei bis drei Wohnungen mit Bad. | 09296590 |
|                                         | Einzeldenkmal o. g. Sachgesamtheit: Mietshauszeile, mit Einfriedung (siehe auch Sachgesamtheitsdokument - Obj. 09305337, Am Bogen 2-54) | Triftweg 25; 27; 29; 31; 33; 35 (Karte) | 1927-1928 (Mehrfamilienwohnhaus) | Putzfassade mit je zwei polygonalen Ecktürmen, im Art-Déco-Stil, Teil der Gartenvorstadt Marienbrunn, städtebaulich, baugeschichtlich und sozialgeschichtlich von Bedeutung Dreigeschossiger, im Auftrag der Gartenvorstadt Marienbrunn GmbH 1927 nach Plänen des Architekturbüros Tschammer und Caroli errichteter Wohnblock. Der aus fünf Hausabschnitten bestehende Putzbau mit polygonalen Eckrisaliten und Walmdach. Die Eingänge mit Ziegeleinfassungen, die ebenso wie die Stuckumrahmungen der die Treppenhausfenster aufnehmenden Eingangsachsen in Art-Deco-Stil gestaltet sind. Oberhalb der Traufe setzen sich die Eingangsachsen in abgeschrägten Dachausbauten fort und werden an den vier mittleren Hausabschnitten von leicht abgeschrägten, zweigeschossigen Vorbauten mit Austritten eingefasst. Rückseitig Anbauten mit Veranden. In den Geschossen pro Eingang jeweils zwei Dreizimmerwohnungen mit Küche und Bad. Die Seitenfronten mit Spalieren in Art-Deco-Formen. | 09296591 |
| Direkt Bild zu diesem Denkmal hochladen | Doppelmietshaus (Anschrift: Sterntalerweg 1a/1b und Triftweg 32) in halboffener Bebauung, ehemaliges Konsumgebäude, mit Einfriedung | Triftweg 32 (Karte) | 1930 (Doppelmietshaus) | mit Ladenzone, zeittypische Putzfassade mit Ziegelgliederungen und mit markanten Staffelgiebeln, baugeschichtlich und ortsentwicklungsgeschichtlich von Bedeutung Am Triftweg entstand das Geschwisterhaus ehemals Sterntalerweg 1a/1b im Jahr 1929 für den Konsum-Verein Leipzig-Plagwitz und Umgebung eGmbH. Bauleitung und die Anfertigung aller Unterlagen übernahm die Mitteldeutsche Wohnungsfürsorgegesellschaft mbH, Büro für Architektur, Bauberatung und Grundstücksverwaltung. Für die Ausführung stand die Bauhütte Leipzig zur Verfügung, die Entwurfszeichnungen der Einfriedung tragen den Namenszug „Heine“ als Unterschrift. Beantragt war ein Wohnhaus mit zwei Treppenhäusern, wobei das Vorhaben zudem als Filialneubau des Konsum-Vereins angesehen wurde. In den Wirrungen des Krieges übernahm die Verbrauchergenossenschaft Leipzig das Grundstück, Ende 1942 das in Hamburg ansässige Gemeinschaftswerk der Deutschen Arbeitsfront, 1966 ist im Zusammenhang mit dem rückwärtigen Anbau einer Warenschleuse die Konsumverkaufsstelle 266 als gewerblicher Hauptnutzer genannt. Sanierung, einhergehend mit einigen Grundrissänderungen. Die Schauseiten sind hell über dunklem Ziegelsockel verputzt, die Erdgeschosszonen komplett als Geschäftszone ausgebildet. Markant sind die beiden Staffelgiebel, ein Motiv, das im Jahr zuvor am Neubau des Gemeindehauses der evangelischen Kirchgemeinde im nahen Connewitz durch Baurat Richard Wagner gestalterische Umsetzung fand. An der Ecke Triftweg/Sterntalerweg ist die Ecke des zweiten Obergeschosses durch Klinkerbänder akzentuiert. Auch die vom Sterntalerweg gut einsehbare Rückfront mit den Hauseingängen zeigt sich architektonisch hochwertig gestaltet, mit zwei markant vorstehenden und durch Fensterbänder ausgezeichneten Treppenhaustürmen, zwischengespannten Loggien und Fensterrahmungen aus Sichtklinkermauerwerk im Erdgeschoss. Eine Besonderheit in der Ausführung sind auf den Klinkerflächen wahllos eingeordnete, vorstehende Steine. LfD/2019 | 09229226 |
| Direkt Bild zu diesem Denkmal hochladen | Wohnanlage mit zwei Mietshauszeilen und zwei Verkaufspavillons zwischen Nr. 50 und 52, mit Einfriedung und Vorgarten am Elfenweg | Triftweg 34; 36; 38; 40; 42; 44; 46; 48; 50; 52; 54; 56; 58; 60; 62; 64; 66 (Karte) | 1930-1934 und später (Mehrfamilienwohnhaus), 1930, Nummer 34, 36, 38, 40, 42, 44, 46 (Mehrfamilienwohnhaus), 1930–1931, Nummer 48 (Mehrfamilienwohnhaus) | zeittypische Putzfassaden, baugeschichtlich und städtebaulich von Bedeutung, Dokument des sozialen Wohnungsbaus | 09299974 |
| Direkt Bild zu diesem Denkmal hochladen | Mietshauszeile, mit Vorgarten, rückwärtigem Wohngrün und Pflasterung der hofseitigen Zufahrtsstraße | Triftweg 37; 39; 41; 43; 45; 47; 49; 51; 53; 55; 57; 59; 61; 63; 65; 67; 69 (Karte) | 1930-1933 und später (Mehrfamilienwohnhaus) | zeittypische Putzfassaden, mit versetzt angeordneten, quer und längs zur Straßenflucht stehenden Trakten sowie breiter Vorgartenanlage, rückwärtig Garageneinbauten, Trockenplätze im Hof, siehe auch Lerchenrain 69, baugeschichtlich und städtebaulich von Bedeutung In zwei Bauabschnitten 1930–1931 und 1933 nach Plänen des Architekten Johannes Koppe für die Gemeinnützige Mittelstands-Wohnungsbau- und Siedlungsgesellschaft mbH errichtete langgestreckte Wohnanlage. Die aus 19 Häusern mit im Wechsel nach vorne und hinten vorspringenden Flügeln bestehende Zeile als Putzbau mit Ziegelsockel und Walmdach, der in der leicht konkaven Krümmung des Triftweges als reizvolle und in seiner Ausdehnung bemerkenswerte Abfolge von begrünten und baumbestandenen Ehrenhöfen erscheint. Gegenüber der Dreigeschossigkeit des ersten Bauabschnittes (Nummer 37-49) ist der zweite (Nummer 51-69) um ein Geschoss erhöht. An den längs zur Straße stehenden Baublöcken mittig drei bis über die Traufe massiv ausgeführte Treppenhausachsen mit überdachtem Eingang und hochformatigen Treppenhausfenstern. Der Eckbau zum Lerchenrain mit eingeschossigem, schon in der Ursprungsnutzung eine Apotheke enthaltenden Vorbau. In den Geschossen pro Haus jeweils vier Wohnungen. Mit Lerchenrain 69. | 09296592 |
| Direkt Bild zu diesem Denkmal hochladen | Einzeldenkmal o. g. Sachgesamtheit: Doppelwohnhaus, mit Einfriedung (siehe auch Sachgesamtheitsdokument - Obj. 09305337, Am Bogen 2-54) | Turmweg 4; 6 (Karte) | 1930 (Doppelwohnhaus) | Putzfassade mit Ziegelrahmung der Eingänge, Teil der Gartenvorstadt Marienbrunn, städtebaulich, baugeschichtlich und sozialgeschichtlich von Bedeutung Zweigeschossiges, im Auftrag der Gartenvorstadt Marienbrunn GmbH 1930 nach Plänen des Architekturbüros Tschammer und Caroli errichtetes Doppelhaus. Putzfassade mit Ziegelsockel und profilierter Ziegelrahmung der Eingänge. An den Eingangsachsen Antragsarbeiten aus Stuck im Art-Deco-Stil. Rückseitig Lauben. Pro Doppelhaushälfte und Geschoss zwei Wohnungen. Als Einfassung der Vorgärten eine niedrige Ziegelmauer. | 09296626 |
| Direkt Bild zu diesem Denkmal hochladen | Einzeldenkmal o. g. Sachgesamtheit: Doppelwohnhaus (Baugruppe mit Konrad-Hagen-Platz 2/3 und Denkmalsblick 8/10), mit Einfriedung (siehe auch Sachgesamtheitsdokument - Obj. 09305337, Am Bogen 2-54) | Turmweg 7; 9 (Karte) | 1929 (Doppelwohnhaus) | Putzfassade, Teil der Gartenvorstadt Marienbrunn, städtebaulich, baugeschichtlich und sozialgeschichtlich von Bedeutung siehe Konrad-Hagen-Platz 2-3 | 09296627 |
| Direkt Bild zu diesem Denkmal hochladen | Einzeldenkmal o. g. Sachgesamtheit: Doppelwohnhaus (mit Dohnaweg 24) - (siehe auch Sachgesamtheitsdokument - Obj. 09305337, Am Bogen 2-54) | Turmweg 8 (Karte) | 1912-1913 (Teil eines Doppelwohnhauses) | Putzfassade, Teil der Gartenvorstadt Marienbrunn, im Reform- und Heimatstil, städtebaulich, baugeschichtlich und sozialgeschichtlich von Bedeutung siehe Dohnaweg 24 | 09296580 |
| Direkt Bild zu diesem Denkmal hochladen | Einzeldenkmal o. g. Sachgesamtheit: Wohnhausgruppe, mit Vorgarten-Einfriedung bei Nr. 10 (siehe auch Sachgesamtheitsdokument - Obj. 09305337, Am Bogen 2-54) | Turmweg 10; 12; 14; 16; 18 (Karte) | 1912-1913 (Mehrfamilienwohnhaus) | in der Flucht gestaffelte Wohnhausgruppe am Arminiushof, mit Tordurchfahrt zwischen Nummer 14 und Nummer 16, Teil der Gartenvorstadt Marienbrunn, Putzfassaden, im Reform- und Heimatstil, städtebaulich, baugeschichtlich und sozialgeschichtlich von Bedeutung Baugruppe IV der Gartenvorstadt Marienbrunn. Aus fünf Häusern bestehende zweigeschossige Wohnhausgruppe, errichtet 1912–1913 nach Plänen des Architekten Hans Böhme. Putzbau mit hohem Mansarddach, in den links von der Mittelachse ein vorstehender, stadttorartig gestalteter Abschnitt mit rundbogigem Durchgang zum Triftweg und seitlichen, in den Dachbereich reichenden Dreiecksgiebeln eingestellt ist. Durch ein gegenüber der Traufe leicht erhöhtes Sohlbankgesims des ausgebauten Dachgeschosses setzt sich der Torbau von der übrigen Front ab, seinen Widerhall findet er in einem zweiachsigen Risalit seitlich rechts. An der Rückseite enthält er in zwei den Durchgang flankierenden Risaliten korbbogige Loggien. Das Erdgeschoss mit Spalieren, an den Fenstern Läden. Jeder der fünf Hausabschnitte mit fünf Zimmern, Küche, Bad, WC, Veranda und Austritt. | 09296584 |
| Direkt Bild zu diesem Denkmal hochladen | Einzeldenkmal o. g. Sachgesamtheit: Wohnhaus einer Wohnhauszeile (mit Dohnaweg 10-22 und Denkmalsblick 12) - (siehe auch Sachgesamtheitsdokument - Obj. 09305337, Am Bogen 2-54) | Turmweg 11 (Karte) | 1912-1913 (Mehrfamilienwohnhaus) | Kopfbau einer Wohnhauszeile, mit Laden, Putzfassade, Teil der Gartenvorstadt Marienbrunn, im Reform- und Heimatstil, städtebaulich, baugeschichtlich und sozialgeschichtlich von Bedeutung siehe Dohnaweg 10-22 | 09296088 |
| Direkt Bild zu diesem Denkmal hochladen | Einzeldenkmal o. g. Sachgesamtheit: Wohnhaus einer Wohnhauszeile (mit Arminiushof 1-10 und Denkmalsblick 13), mit Einfriedungsmauer (siehe auch Sachgesamtheitsdokument - Obj. 09305337, Am Bogen 2-54) | Turmweg 13 (Karte) | 1912-1913 (Wohnhaus) | Kopfbau einer Wohnhauszeile, Putzfassade mit Spalieren, Teil der Gartenvorstadt Marienbrunn, im Reform- und Heimatstil, städtebaulich, baugeschichtlich und sozialgeschichtlich von Bedeutung siehe Arminiushof 1-10 | 09296085 |
| Direkt Bild zu diesem Denkmal hochladen | Einzeldenkmal o. g. Sachgesamtheit: Wohnhaus einer Wohnhausgruppe (mit Am Bogen 16-28 und Denkmalsblick 16), mit seitlicher Garten-Einfriedung (siehe auch Sachgesamtheitsdokument - Obj. 09305337, Am Bogen 2-54) | Turmweg 15 (Karte) | 1912-1913 (Mehrfamilienwohnhaus) | Putzfassade, Teil der Gartenvorstadt Marienbrunn, im Reform- und Heimatstil, städtebaulich, baugeschichtlich und sozialgeschichtlich von Bedeutung siehe Am Bogen 16-28 | 09296082 |
| Direkt Bild zu diesem Denkmal hochladen | Einzeldenkmal o. g. Sachgesamtheit: Doppelwohnhaus (siehe auch Sachgesamtheitsdokument - Obj. 09305337, Am Bogen 2-54) | Turmweg 20; 22 (Karte) | 1912-1913 (Doppelwohnhaus) | Putzfassade, Teil der Gartenvorstadt Marienbrunn, im Reform- und Heimatstil, städtebaulich, baugeschichtlich und sozialgeschichtlich von Bedeutung Baugruppe III der Gartenvorstadt Marienbrunn. 1912–1913 nach Plänen des Architekten Karl Poser errichtetes Doppelwohnhaus als zweigeschossiger, freistehender Putzbau mit erhöhten, in einem Segmentbogengiebel schließenden Mittelachsen, einer Fassadengliederung durch vertikale Putzstreifen und Walmdach. Die Eingänge zu den Doppelhaushälften zurückliegend in den beiden Mittelachsen, eingefasst von zwei Pfen, die ein Gesims mit Abwalmung tragen. Rückseitig eine zweigeschossige Veranda mit geschwungenem oberen Abschluss. Die beiden Doppelhaushälften jeweils mit fünf Zimmern, Küche, Bad und zwei Austritten. Als Garteneinfriedung ein Staketenzaun. | 09296583 |
| Direkt Bild zu diesem Denkmal hochladen | Einzeldenkmal o. g. Sachgesamtheit: Wohnhaus einer Wohnhauszeile (mit Am Bogen 30-50) - (siehe auch Sachgesamtheitsdokument - Obj. 09305337, Am Bogen 2-54) | Turmweg 24 (Karte) | 1921-1923 (Mehrfamilienwohnhaus) | Kopfbau einer Wohnhauszeile, Putzfassade, Teil der Gartenvorstadt Marienbrunn, städtebaulich, baugeschichtlich und sozialgeschichtlich von Bedeutung siehe Am Bogen 30-50 | 09296095 |
| Direkt Bild zu diesem Denkmal hochladen | Einzeldenkmal o. g. Sachgesamtheit: Wohnhaus einer Wohnhauszeile (mit Am Bogen 27-51) - (siehe auch Sachgesamtheitsdokument - Obj. 09305337, Am Bogen 2-54) | Turmweg 26 (Karte) | 1922-1923 (Mehrfamilienwohnhaus) | Kopfbau einer Wohnhauszeile, Putzfassade, Teil der Gartenvorstadt Marienbrunn, städtebaulich, baugeschichtlich und sozialgeschichtlich von Bedeutung siehe Am Bogen 27-51 | 09296093 |
| Direkt Bild zu diesem Denkmal hochladen | Einzeldenkmal o. g. Sachgesamtheit: Wohnhaus in offener Bebauung (siehe auch Sachgesamtheitsdokument - Obj. 09305337, Am Bogen 2-54) | Turmweg 28 (Karte) | 1928 (Einfamilienwohnhaus) | Putzfassade, Teil der Gartenvorstadt Marienbrunn, städtebaulich, baugeschichtlich und sozialgeschichtlich von Bedeutung Freistehendes, im Auftrag der Gartenvorstadt Leipzig-Marienbrunn und auf Veranlassung der sächsischen Staatsregierung errichtetes zweigeschossiges Einfamilienhaus zur Behebung der Wohnungsnot unter Professoren der Leipziger Universität, 1928 nach Plänen des Architekturbüros Tschammer und Caroli. Giebelständiger Putzbau mit Ziegelsockel und Satteldach, an der straßenseitigen Giebelfront ein abgewalmter Vorbau mit dem über eine Außentreppe erreichbaren Eingang. Rückseitig Holzveranda auf Ziegelsockel. An den beiden Traufseiten jeweils ein breites Dachhaus. Im Inneren sechs Zimmer, Küche und Bad. | 09296667 |
| Direkt Bild zu diesem Denkmal hochladen | Einzeldenkmal o. g. Sachgesamtheit: Doppelwohnhaus in offener Bebauung (siehe auch Sachgesamtheitsdokument - Obj. 09305352, Elfenweg 1-23) | Zwergenweg 1; 3 (Karte) | 1927-1928 (Doppelwohnhaus) | Putzfassade mit Ziegelsockel und Sandsteingesimsen, Teil der Siedlung Mariental, städtebauliche und sozialgeschichtliche Bedeutung | 09296759 |
| Direkt Bild zu diesem Denkmal hochladen | Einzeldenkmal o. g. Sachgesamtheit: Doppelwohnhaus in offener Bebauung (siehe auch Sachgesamtheitsdokument - Obj. 09305352, Elfenweg 1-23) | Zwergenweg 2; 4 (Karte) | 1927-1928 (Doppelwohnhaus) | Putzfassade mit Ziegelsockel und Sandsteingesimsen, Teil der Siedlung Mariental, städtebauliche und sozialgeschichtliche Bedeutung | 09296190 |
| Direkt Bild zu diesem Denkmal hochladen | Einzeldenkmal o. g. Sachgesamtheit: Wohnhaushälfte eines Doppelwohnhauses (siehe auch Sachgesamtheitsdokument - Obj. 09305352, Elfenweg 1-23) | Zwergenweg 5 (Karte) | 1927-1928, Doppelhaushälfte Nummer 5 (Doppelwohnhaus) | Putzfassade mit Ziegelsockel und Sandsteingliederung, Teil der Siedlung Mariental, städtebauliche und sozialgeschichtliche Bedeutung Von dem 1927–1928 erbauten Doppelwohnhaus Zwergenweg 5/7 blieb nur die linke Hälfte erhalten. Nummer 7 wurde im Krieg weitgehend zerstört, konnte durch die Grundstücksbesitzer nach eigener Aussage jedoch weder wiederaufgebaut noch abgebrochen werden. Den Abbruch übernahm im Jahr 1952 die Fa. Oehlert, jedoch ohne Schuttberäumung des Grundstücks. Diese erfolgte später und ab 1963 entstanden hier Garagen. 2011/2012 konnte durch anerkennenswerte private Initiative einer interessierten Bauherrschaft mit dem Neubau von Nummer 7 das historische Erscheinungsbild des Zwillingshauses wiedergewonnen werden. Bauherr in den 1920er Jahren war für das Haus und insgesamt die Siedlung Mariental die Ortsgruppe Leipzig Süd-Ost e. V. des Allgemeinen Sächsischen Siedler-Verbandes. Die Grundstücke wurden in Erbbaurecht von der Stadt übernommen und als Bauplätze an Mitglieder weitergegeben. Entwurf und Bauleitung übernahm Architekt Johannes Koppe, die Finanzierung die Herren E. Illing (Nummer 5) und Artur Rodewald (Nummer 7). Für die Ausführung des Hauses, bezüglich der Raumaufteilung als Typ B bezeichnet, sind die Baumeister Emil Hedel und Oswald Schütze aktenkundig. Geprägt ist die einfache Putzfassade über ehemals sichtbelassenem Ziegelsockel mit schmalem Gurtgesims, profilierter Traufe, schmalen Fensterrahmungen und hölzernen Klappläden. Jeweils seitlich nehmen eingeschossige Anbauten mit breit genuteter Rahmung die Hauseingänge auf, während die Rückfronten durch Veranden in den Gartenraum überleiten. Dachhäuser stehen auf den ziegelgedeckten Flächen des Walmdaches. Zwergenweg 5 besitzt einen seitlichen Garten mit Resten der historischen Einfriedung. LfD/1998, 2019 | 09296760 |
| Direkt Bild zu diesem Denkmal hochladen | Einzeldenkmal o. g. Sachgesamtheit: Doppelwohnhaus in offener Bebauung (siehe auch Sachgesamtheitsdokument - Obj. 09305352, Elfenweg 1-23) | Zwergenweg 6; 8 (Karte) | 1927-1928 (Doppelwohnhaus) | Putzfassade mit Ziegelsockel und Sandsteingliederung, Teil der Siedlung Mariental, städtebauliche und sozialgeschichtliche Bedeutung | 09296191 |
| Direkt Bild zu diesem Denkmal hochladen | Einzeldenkmal o. g. Sachgesamtheit: Doppelwohnhaus in offener Bebauung (siehe auch Sachgesamtheitsdokument - Obj. 09305352, Elfenweg 1-23) | Zwergenweg 10; 12 (Karte) | 1927-1928 (Doppelwohnhaus) | Putzfassade mit Ziegelsockel und Sandsteingesimsen, Teil der Siedlung Mariental, städtebauliche und sozialgeschichtliche Bedeutung | 09296742 |
|                                         | Einzeldenkmal der Sachgesamtheit Baumessesiedlung: Wohnblock in offener Bebauung und Waschhaus-Anbau (siehe auch Sachgesamtheitsdokument - Obj. 09303715, Zwickauer Straße 61-65) | Zwickauer Straße 61; 63; 65 (Karte) | 1930-1931, bezeichnet 1930 (Mehrfamilienwohnhaus) | Putzfassade mit Flachdach, Stahlskelettkonstruktion mit Leichtbetonplatten, Anklänge an den Stil der Moderne, Teil der Versuchssiedlung einer Baumesse, ehemals auch originale Wäschemangel im Waschhaus-Anbau (Wäschemangel 9/2006 noch vorhanden, danach irgendwann beseitigt), ortsgeschichtlich und baugeschichtlich von Bedeutung | 09296214 |
|                                         | Sachgesamtheit Baumessesiedlung, mit den Einzeldenkmalen: Verkaufskiosk (Hauffweg 1b - Obj. 09301739), Wohnblock (Hauffweg 1, 3, 5, 5a - Obj. 09291154), Wohnblock (Hauffweg 2, 4, 6 - Obj. 093000910), Wohnblock (Hauffweg 7, 9, 11, 13 - Obj. 09291153), Wohnblock (Hauffweg 8, 10, 12, 14 - Obj. 09299102), Wohnblock (Leanderweg 2, 4, 6 - Obj. 09303714), Wohnblock (Leanderweg 1, 3, 5 - Obj. 09294535), Wohnblock (Leanderweg 8, 10, 12 - Obj. 09292397), Wohnblock und Waschhaus-Anbau (Zwickauer Straße 61, 63, 65 - Obj. 09296214) sowie den Sachgesamtheitsteil: Wegepflasterung und Grünflächen der Wohnanlage | Zwickauer Straße 61; 63; 65 (Karte) | 1930-1933 (Wohnanlage) | Versuchsbauten eine Baumesse, mit Anklängen an den Stil der Moderne, baugeschichtlich und ortsgeschichtlich von Bedeutung; Architekt Georg Wünschmann | 09303715 |
| Direkt Bild zu diesem Denkmal hochladen | Einzeldenkmal o. g. Sachgesamtheit: Mehrfamilienhäuser in geschlossener Bebauung (siehe auch Sachgesamtheitsdokument - Obj. 09305337, Am Bogen 2-54) | Zwickauer Straße 67; 67a (Karte) | 1938-1939 (Mehrfamilienwohnhaus) | Baugruppe mit Liebfrauenstraße 1 und 3, mit vier ehemals originalen Läden, zeittypische Putzfassade, Teil der Gartenvorstadt Marienbrunn, städtebaulich, baugeschichtlich und sozialgeschichtlich von Bedeutung Mit Nummer 69-71: Zwei viergeschossige, nach Plänen des Architekten Reinhold Kretzschmar errichtete Doppelmietshäuser, die zusammen mit den sie flankierenden dreigeschossigen Flügelbauten An der Tabaksmühle 2 und Liebfrauenstraße 1 sowie Liebfrauenstraße 2 und Triftweg 1 als Dreiflügelbauten die Eingangsbebauung zur Gartenvorstadt Marienbrunn bilden. Nummer 69-71 entstand 1935 für die Erbengemeinschaft Max Dietze, Nummer 67-67a folgte erst 1938–1939 unter der Bauherrschaft des Architekten. Beide Häuser als Putzbauten mit Ziegelsockel, ziegelgerahmten Eingängen, kantig vorstehenden Erkern und leicht geknickten Walmdächern. Während die beiden Erker bei Nummer 67-67a flach schließen, enden die von Nummer 69-71 in Dreiecksgiebeln. Rückseitig Austritte. In den Erdgeschossen pro Doppelhaushälfte zwei die originalen Fronten aufweisenden Läden und ein bis zwei, in den Obergeschossen jeweils zwei Wohnungen. Durch den Einbau von zwei Luftschutzräumen mit Gasschleusen, Splitterschutz und Notausstiegen für jeweils 26 Personen stellt Nummer 67-67a ein Zeugnis für die Vorbereitungen auf den bevorstehenden Zweiten Weltkrieg dar. | 09296072 |
| Direkt Bild zu diesem Denkmal hochladen | Einzeldenkmal o. g. Sachgesamtheit: Mehrfamilienhäuser in geschlossener Bebauung (siehe auch Sachgesamtheitsdokument - Obj. 09305337, Am Bogen 2-54) | Zwickauer Straße 69; 71 (Karte) | 1935 (Mehrfamilienwohnhaus) | Baugruppe mit Liebfrauenstraße 2 und 4 sowie mit Triftweg 1, mit teilweise originalen Läden, ein Laden mit originalem Werbeschriftzug »Tabakwaren«, zeittypische Putzfassade, Teil der Gartenvorstadt Marienbrunn, städtebaulich, baugeschichtlich und sozialgeschichtlich von Bedeutung s. Nummer 67-67a | 09296625 |
| Direkt Bild zu diesem Denkmal hochladen | Mietshauszeile einer Wohnanlage, mit Vorgärten | Zwickauer Straße 73; 75; 77; 79; 81; 83; 85; 87; 89; 91; 93; 95; 97; 99 (Karte) | 1929-1930 (Wohnanlage) | zeittypische Putzfassaden, zur Wohnanlage dazugehörig Triftweg 6-10 und Triftweg 12-30, Dokument sozialen Wohnungsbaus zur Linderung der Wohnungsnot in den 1920er Jahren, baugeschichtlich und sozialgeschichtlich von Bedeutung Zwischen den heutigen Straßen Triftweg und An der Märchenwiese entstanden auf einem knapp 11.000 m² großen Grundstück von 1929 bis 1930 vierzehn Sechsfamilienhäuser mit 4 ½ und 3 ½ -Wohnungen unter der Bauleitung von Baumeister Friedrich Emil Stoye. Auftraggeber ist die Berliner Gagfah (Gemeinnützige Aktien-Gesellschaft für Angestellten-Heimstätten, Zweigniederlassung Ost) für Entwurf und Bauleitung zeichnet die Bauabteilung der Gagfah bzw. die Sächsisches Heim Landes-Siedlungs- und Wohnungs-Fürsorgegesellschaft GmbH, Kreisleitung Leipzig, verantwortlich. Die Gesamtkonzeption entspricht üblichen Schemata sozialen Wohnungsbaus mit Vorbeeten zur Straße und rückwärtig Rasenflächen, jeweils zwei Klopfstangen, Trockenplätze und von Bäumen gesäumte Spielplätze mit Sandkästen. Einfache Putzfassaden mit Klinkergliederung, die Ausstattung komplett erhalten (vergleiche Triftweg 6-30). LfD/2007 | 09300671 |
| Direkt Bild zu diesem Denkmal hochladen | Mietshauszeile (mit An der Märchenwiese 67 und Probstheidaer Straße 97) einer Wohnanlage, mit Vorgärten | Zwickauer Straße 100; 102; 104; 106; 108; 110; 112; 114 (Karte) | 1928-1929 (Mehrfamilienwohnhaus) | zeittypische Putzfassade, siehe auch Zwickauer Straße 101-115, Probstheidaer Straße 91-101 und An der Märchenwiese 66 und 67, ortsentwicklungsgeschichtlich von Bedeutung Bauantrag für die Mietshäuser der beiden Wohnblöcke zwischen Probstheidaer Straße und An der Märchenwiese (Bebauungsplan Connewitz-Ost) wurde am 23. August 1928 seitens der Landes-Siedlungs- und Wohnungsfürsorgegesellschaft mbH „Sächsisches Heim“ (Dresden) gestellt, Entwurf und Bauüberwachung lagen in Händen des in Leipzig ansässigen Architekten Walther Beyer. Die Schlussprüfung erfolgte ein knappes Jahr später, in den Akten erwähnt wird die Mitarbeit der Bauindustrie AG F. A. Müller (Ausführung?). Je Etage finden sich eine Drei- und eine Vier-Zimmerwohnung, wobei über die Küche der hofseitige Austritt erreicht wird. Glatte Putzfassaden über Klinkersockel, als Gliederungselemente Haustürrahmungen, Stockgesims zum ersten Obergeschoss und hölzerne Fensterläden im Erdgeschoss. Sehr wirkungsvolle städtebauliche Konzeption mit zurückgesetzten Mitteltrakten zwischen den Doppelhäusern an den Ecken. Fortführung der Anlage an der Probstheidaer Straße (91-97, 101). Sanierung 2005 (???). Das Gesamtensemble ist ein Dokument sozialen Wohnungsbaues der späten 1920er Jahre. LfD/2007 | 09300948 |
| Direkt Bild zu diesem Denkmal hochladen | Mietshauszeile (mit An der Märchenwiese 66 und Probstheidaer Straße 99) einer Wohnanlage, mit Vorgärten | Zwickauer Straße 101; 103; 105; 107; 109; 111; 113; 115 (Karte) | 1928-1929 (Mehrfamilienwohnhaus) | zeittypische Putzfassade, siehe auch Zwickauer Straße 100-114, Probstheidaer Straße 91-101 und An der Märchenwiese 66 und 67, ortsentwicklungsgeschichtlich von Bedeutung Bauantrag für die Mietshäuser der beiden Wohnblöcke zwischen Probstheidaer Straße (Nummer 99, 101) und An der Märchenwiese (Nummer 66, 67) wurde am 23. August 1928 seitens der Landes-Siedlungs- und Wohnungsfürsorgegesellschaft mbH „Sächsisches Heim“ (Dresden) gestellt (Bebauungsplan Connewitz-Ost), Entwurf und Bauüberwachung lagen in Händen des in Leipzig ansässigen Architekten Walther Beyer. Die Schlussprüfung erfolgte ein knappes Jahr später. In den Akten erwähnt wird die Mitarbeit der Bauindustrie AG F. A. Müller (Ausführung?). Pro Etage jeweils eine Drei- und eine Vier-Zimmerwohnung, wobei über die Küche der hofseitige Austritt erreicht wird. Glatte Putzfassaden über Klinkersockel, als Gliederungselemente Haustürrahmungen, Stockgesims zum ersten Obergeschoss und hölzerne Fensterläden im Erdgeschoss. Sehr wirkungsvolle städtebauliche Konzeption mit zurückgesetzten Mitteltrakten zwischen den Doppelhäusern an den Ecken. Fortführung der Anlage an der Probstheidaer Straße (91-97, 101), Sanierung 1997. Das Gesamtensemble ist ein bemerkenswertes Dokument sozialen Wohnungsbaues der späten 1920er Jahre. LfD/2007 | 09299257 |

## Ehemalige Kulturdenkmale
| Bild                                    | Bezeichnung    | Lage                        | Datierung             | Beschreibung | ID       |
| --------------------------------------- | -------------- | --------------------------- | --------------------- | --- | -------- |
| Direkt Bild zu diesem Denkmal hochladen | Doppelwohnhaus | Lerchenrain 13; 13a (Karte) | 1934 (Doppelwohnhaus) | Doppelwohnhaus in offener Bebauung mit Garten (Putzfassade mit Ziegelsockel; zwei Garageneinfahrten in der Souterrainzone; Teil der Gartenvorstadt Marienbrunn) | 09296671 |